# Virgen de la Merced
La Virgen de la Merced o Nuestra Señora de las Mercedes es una advocación mariana venerada por los católicos. Es equivalente también el nombre de Virgen de la Misericordia. Su fiesta se celebra el día 24 de septiembre.
Esta advocación tiene su inicio el 1 de agosto de 1218, cuando la Virgen María —en su advocación de Virgen de la Merced— se apareció por separado a tres ilustres personajes de Barcelona: a Pedro Nolasco, quien sería el fundador de la Orden de la Merced; al rey Jaime I de Aragón, conocido como el Conquistador, y reinante en aquel momento en la Corona de Aragón, y a Berenguer de Palou, Obispo Titular de Barcelona. Diez días después de la aparición, los tres caballeros se encontraron en la catedral de Barcelona y compartieron haber tenido la misma aparición: la Virgen María les pedía la fundación de una orden religiosa dedicada a la redención de los cautivos. Sería la Orden de la Merced para la redención de los cautivos, fundada en ese año de 1218 y aprobada por el papa en 1235. Es la patrona de la República Dominicana. 

## Devoción de las Mercedes

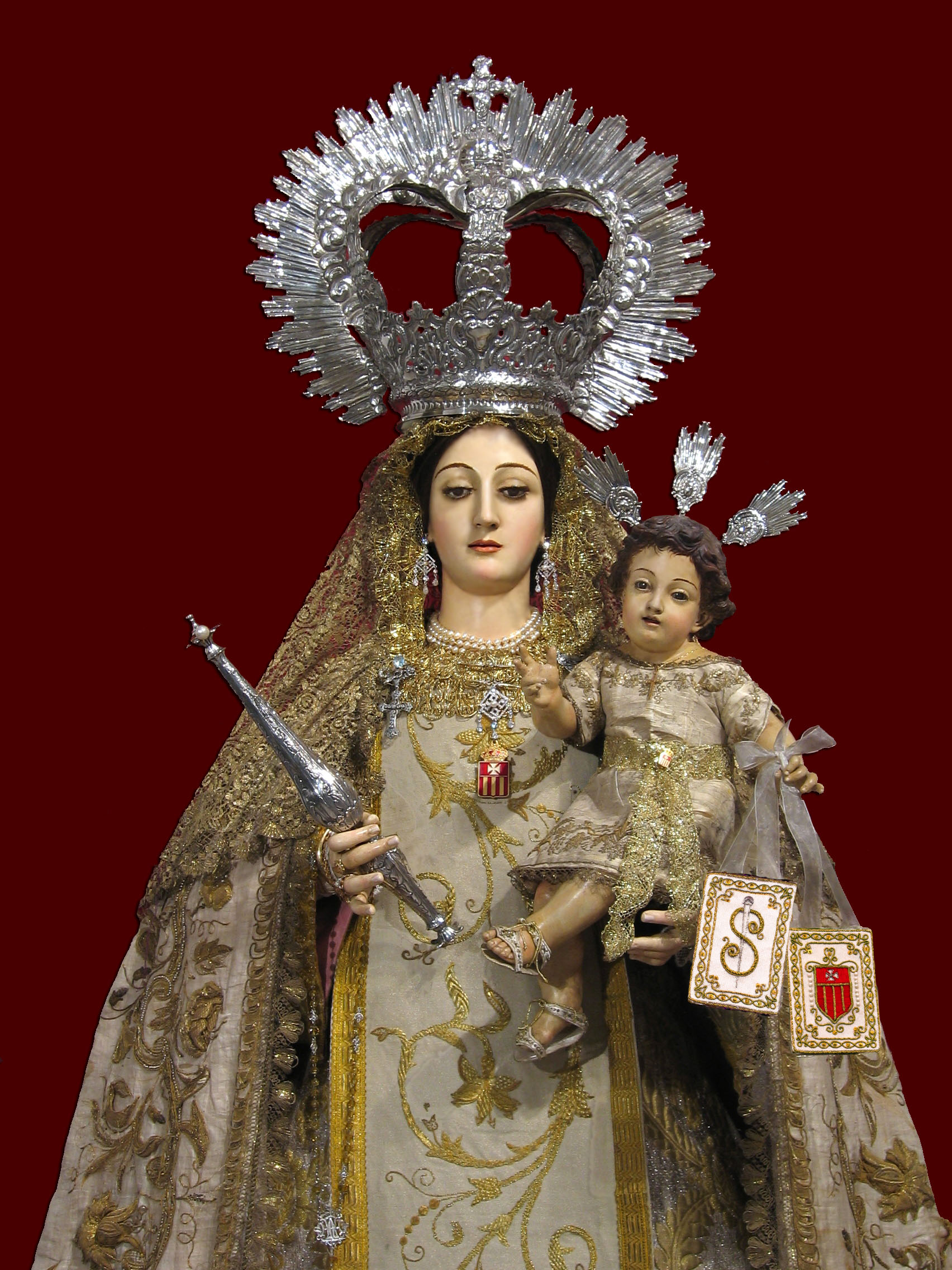
Imagen de Ntra. Sra. de las Mercedes de San Fernando (Cádiz)

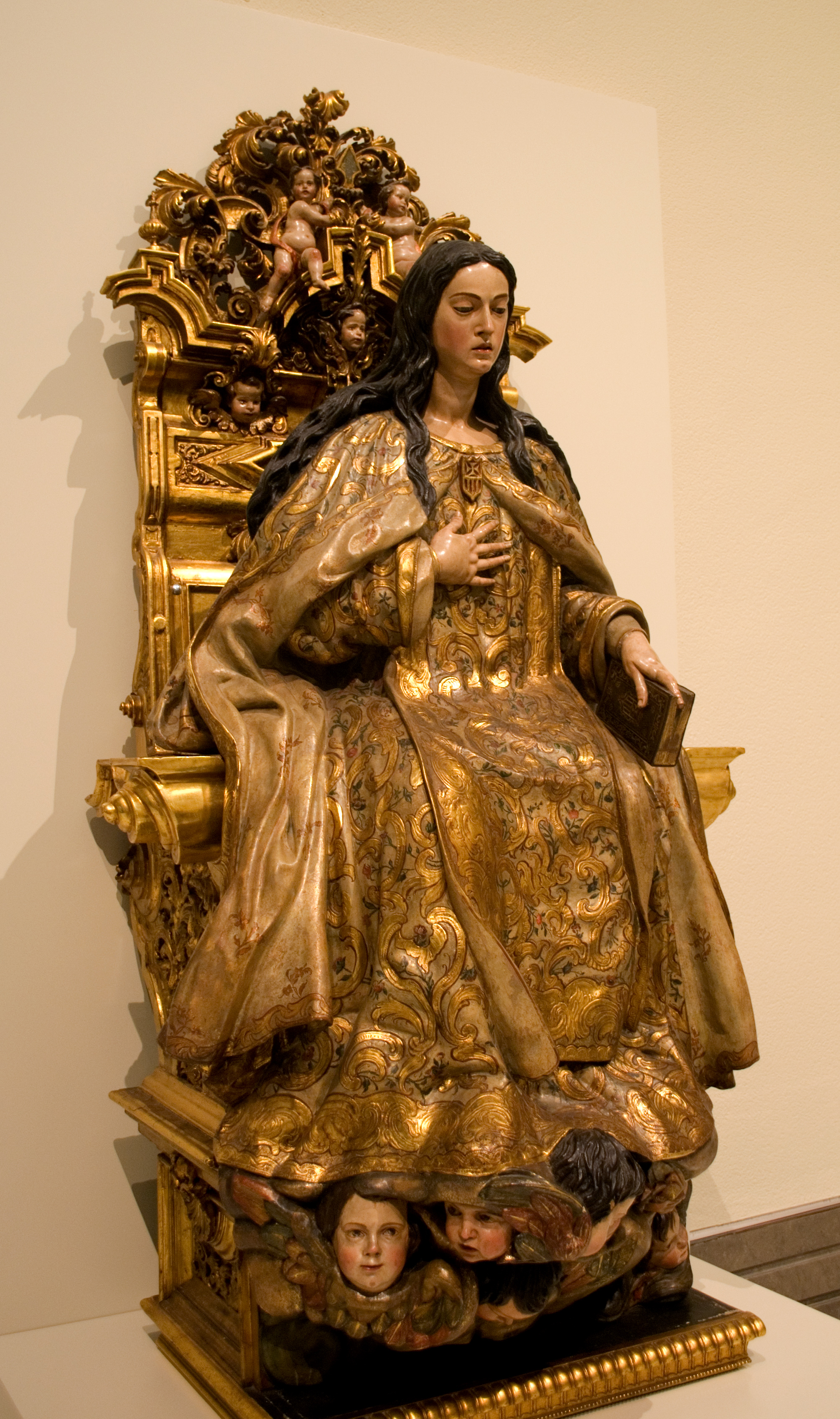
Virgen de la Merced Comendadora, en el Museo de Bellas Artes de Sevilla.

La devoción a la Virgen de la Merced se difundió muy pronto por Cataluña y de ahí al resto de España, por Francia y por Italia, a partir del siglo XIII con la labor de redención de estos religiosos y sus cofrades. 

### América
Con la evangelización de América, en la que la Orden de la Merced participó desde sus mismos inicios, la devoción se extendió y arraigó profundamente en todo el territorio americano, siendo el Santo Cerro el vestigio más antiguo de esta devoción. 

### Nicaragua
El 17 de julio de 1912 el arzobispo Simeón Pereira y Castellón, en vista de la especial protección y respuesta a las súplicas que ha dispuesto a sus fieles en León, declaró a la Virgen de la Merced como patrona de la ciudad de León, Nicaragua. 

#### República Dominicana

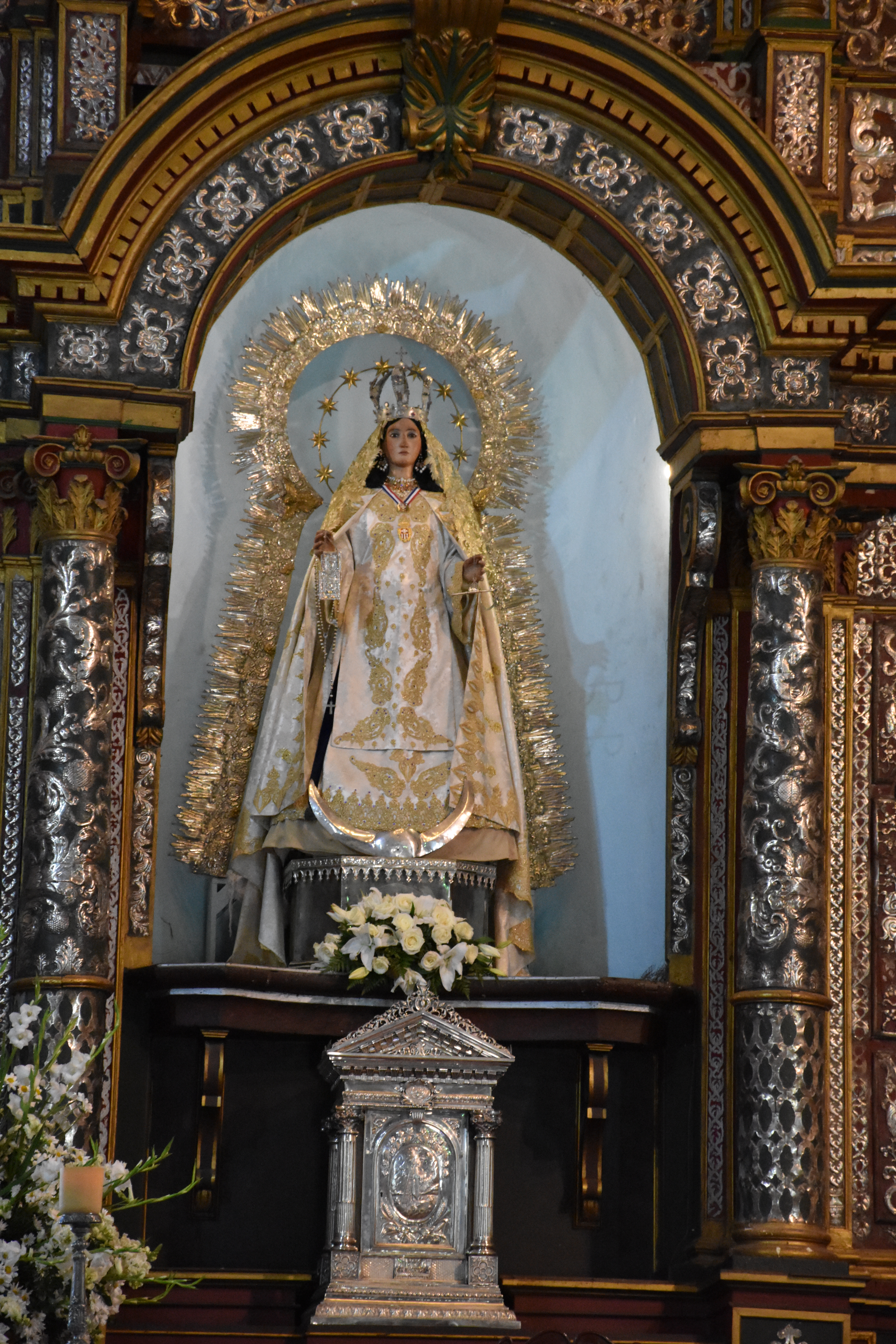
Imagen de Nuestra Señora de las Mercedes en la Iglesia de las Mercedes de Santo Domingo (República Dominicana).

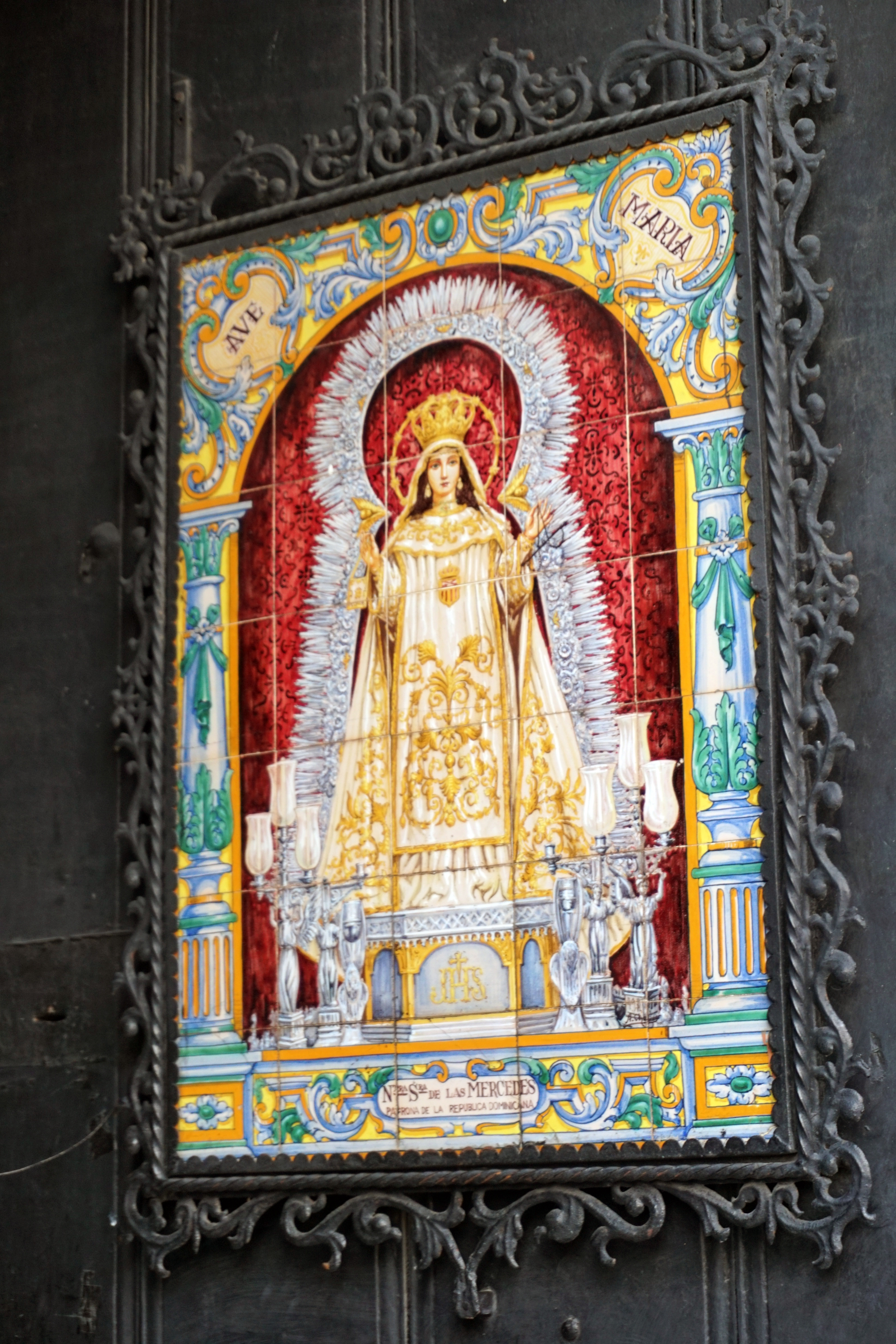
Imagen de Nuestra Señora de las Mercedes en la puerta de entrada de la Iglesia de las Mercedes de Santo Domingo (República Dominicana).

Con la llegada en el 1527 de fray Francisco de Bobadilla, vicario general de los mercedarios, y otros 12 presbíteros, los mercedarios se extendieron por el Santo Cerro de La Vega, Santiago y Azua, construyendo en esos lugares monasterios, lo que contribuyó grandemente al afianzamiento de la devoción a la Virgen de Las Mercedes en toda la isla Española.
Los primeros años del siglo XVII trajeron consigo una serie de desgracias para la isla. Mientras Santo Domingo escapaba de los terremotos que habían devastado Santiago y La Vega en años anteriores, el 8 de septiembre de 1615, un terrible terremoto de magnitud nueve en la escala de Mercalli sacudió la ciudad. Este evento desencadenó una serie de réplicas que persistieron durante más de cuarenta días, dejando a su paso destrucción y cobrando la vida de 24 personas. Durante esos cuarenta angustiosos días, los habitantes se sumieron en un profundo horror. Buscando refugio bajo los techos del convento de la Merced y sus claustros, abandonaron sus hogares para implorar la protección divina.
La tradición cuenta que durante este período de angustia, la imagen de la Santísima Virgen de las Mercedes, resguardada en el convento, mostraba manifestaciones sorprendentes y sobrenaturales, alternando entre expresiones de tristeza y alegría. Estas señales extraordinarias se interpretaron como un llamado divino a la penitencia y se creyó que contribuyeron a la suspensión del terremoto.
Este episodio fue documentado por el deán Diego de Manceda, y en la obra manuscrita de Tirso de Molina, titulada Historia de la Orden de la Merced, se narran los milagros de la Virgen durante el terremoto de 1615. La Real Audiencia de Santo Domingo y el cabildo de Santo Domingo proclamaron a la Virgen de las Mercedes como la patrona de la ciudad y de toda la isla Española. A partir de entonces, se celebraba anualmente una fiesta de gracias en los conventos para conmemorar ese acto de agradecimiento.
Desde épocas anteriores, a la imagen de Nuestra Señora de las Mercedes se le atribuían milagros portentosos, respaldados por diversos relatos. Uno de los relatos más notables narra la experiencia de pescadores en Gran Canaria que, tras una pesca exitosa, quedaron atrapados en el mar debido a un fuerte viento. Sin brújula ni herramientas de navegación, solo con una pequeña vela como guía, sobrevivieron siete días sin comida después de arrojar su carga. En su desesperación, hicieron votos a diversas imágenes, y uno de ellos pensó en la Virgen de Santo Domingo. Prometieron visitar su templo desde cualquier lugar al que llegaran, incluso si debían hacerlo de rodillas y con la vela como símbolo de su compromiso. Poco después, avistaron tierra, creyendo que era África, pero resultó ser Santo Domingo de la Española, habiendo recorrido más de mil quinientas leguas en siete días. En agradecimiento, la pequeña embarcación y la vela se colocaron en una iglesia como testimonio del milagro. Este episodio, junto con otros favores milagrosos, llevó a la fundación de conventos de la Orden de la Merced en diferentes lugares, incluyendo Santiago y Azua, enriquecidos con lujosos ornamentos y valiosas riquezas.
El 21 de enero de 1691, en la batalla de Sabana Real de la Limonada, el Ejército Real de Santo Domingo llevó un estandarte con la imagen de la Virgen de las Mercedes y la invocó en su lucha contra los franceses, marcando así el fortalecimiento de su devoción. Al mismo tiempo, los soldados de la parte Este de la isla invocaron a la advocación Nuestra Señora de la Altagracia, cuya intervención fue crucial en la victoria de las fuerzas criollas. Este evento marcó el fortalecimiento de la devoción a la Virgen de las Mercedes y el inicio del culto a la Virgen de la Altagracia en toda la isla.
Inicialmente, la festividad de Nuestra Señora de las Mercedes solía celebrarse el 8 de septiembre, la fecha del mencionado terremoto. Sin embargo, en 1740, una Real Cédula de Felipe V de España cambió la fecha de la festividad al 24 de septiembre, en consonancia con la fecha establecida por el papa Inocencio XII en 1696.
En 1808, durante la guerra de la reconquista, la imagen de la Virgen de las Mercedes fue venerada por las tropas de Juan Sánchez Ramírez en las vísperas de la batalla de Palo Hincado. Las fuerzas criollas proclamaron a la Virgen como su guía espiritual en la lucha en favor de Fernando VII de España, llevando consigo la sagrada imagen en un estandarte. En julio de 1809, después de una victoria aplastante sobre las fuerzas francesas, Sánchez Ramírez entró triunfante en Santo Domingo llevando el estandarte que contenía la imagen de Nuestra Señora de las Mercedes.
El Libertador y primer presidente constitucional de la República Dominicana, Pedro Santana, profesaba una devoción especial hacia la Virgen de las Mercedes, cuyos sentimientos religiosos y amor eran ampliamente reconocidos. Santana ofreció a una imagen de la Virgen en El Seibo unos pequeños grillos de metal precioso como muestra de su devoción. En septiembre de 1858, Santana, al regresar victorioso de su expedición en el Cibao, visitó la Iglesia de las Mercedes, donde se elevó una Salve en honor a Nuestra Señora de las Mercedes, en cumplimiento de una promesa previamente hecha por Santana.
Durante la guerra de independencia dominicana, en la batalla de Santomé, José María Cabral aclamó a la Virgen de las Mercedes en uno de los momentos más críticos del combate, que culminó con la victoria dominicana sobre las fuerzas haitianas.
En 1880, se dio inicio a la construcción del Santuario de Nuestra Señora de las Mercedes o del Santo Cerro en La Vega, bajo la dirección del arquitecto Alarife Onofre de Lora y la supervisión del vicario apostólico Roque Cochia. Esta obra arquitectónica se completó después de 17 años. Desde entonces, el santuario se ha convertido en un punto de referencia espiritual y cultural que atrae a miles de visitantes durante todo el año. El santuario se ha convertido en un lugar de peregrinación y devoción tanto para los dominicanos como para los turistas que buscan experimentar la rica herencia espiritual y cultural de la región. Cada año, el Santuario de Nuestra Señora de las Mercedes es visitado constantemente por dominicanos devotos y personas de diferentes lugares que acuden en peregrinación. Subir la montaña donde se encuentra el santuario es una tradición considerada una penitencia en busca de las bendiciones y gracias de la Virgen. Este acto de fe y devoción a menudo impulsa a los peregrinos a realizar largas caminatas hacia el santuario. Durante el día de Nuestra Señora de las Mercedes y en la temporada cercana a esta festividad, estas peregrinaciones alcanzan su punto culminante, inundando el camino con personas que expresan su devoción de manera conmovedora. Los devotos que realizan estas peregrinaciones a menudo llevan consigo regalos, limosnas y, en algunos casos, trajes y prendas para vestir a la Virgen de las Mercedes en el altar del Santo Cerro.
El relato histórico de Nuestra Señora de las Mercedes en el Santo Cerro ha estado sujeto a la confusión y a la mitificación de los eventos reales. A lo largo del tiempo, una serie de mitos y leyendas han distorsionado la verdadera historia de su veneración y el santuario del Santo Cerro. La leyenda gira en torno a la primera gran batalla entre europeos e indios, conocida como la batalla de la Vega Real o la batalla del Santo Cerro, en la cual se relata que la Virgen de las Mercedes protegió a Cristóbal Colón y sus aliados de la coalición indígena que se les opuso. En realidad, este relato no tiene evidencia documentada de su existencia hasta el siglo XVIII.
Fue en el año 1750 cuando esta historia hizo una de sus primeras apariciones, gracias a la obra de fray Diego de Mondragón, titulada Crónica de la Orden de la Merced en América, publicada en Lima. Luego, en 1853, resurgió en La Habana a través de la obra de Antonio Del Monte y Tejeda, Historia de Santo Domingo, tomo 1, donde respaldó esta narrativa con las tradiciones de la Orden de la Merced. En ese momento, el relato apócrifo ya se había arraigado en el imaginario colectivo mercedario, de tal manera que incluso en las paredes del convento de la Merced en La Habana, yacía una pintura que detallaba la ficticia aparición. Esta invención apócrifa se extendió a otras iglesias mercedarias en lugares como Lima, México, Puebla, Caracas, Puerto Rico y Chile.
El presbítero Carlos Nouel también contribuyó a la difusión de esta historia basándose en el relato de Antonio Del Monte. Fue el vicario Roque Cocchia quien, en enero de 1880, propagó la aparición apócrifa de la Virgen de las Mercedes, tomando como referencia el libro de Del Monte. Incluso el historiador Bernardo Pichardo, cuyo libro Resumen de Historia Patria, fue un texto escolar durante muchas décadas, ayudó a difundir esta versión errónea.
Sin embargo, con el tiempo, se han realizado evaluaciones históricas que han demostrado la falta de fundamento de esta historia. Algunos historiadores afirman que la batalla incluso no ocurrió en el Santo Cerro, y la cruz venerada allí no guarda relación con esa batalla ni con la afirmación de que los indios intentaron destruir e incendiar el símbolo de la cristiandad. Aunque algunos historiadores cayeron en el error de repetir los yerros de Roque Cocchia, otros no aceptaron nunca esa versión, sobre todo cuando cronistas, como el fraile Bartolomé de las Casas, Gonzalo Fernández de Oviedo y el propio Colón, nunca mencionaron el ultraje de los indios a la cruz, ni la supuesta aparición de la Virgen. Esa cruz que se plantó, por primera vez en América, en el Santo Cerro, no guarda relación alguna ni con la batalla, ni con la aparición de la Virgen, ni con el triunfo de los españoles sobre los indígenas.
Los historiadores veganos Mario Concepción y Francisco Torres Petitón siempre dieron a este relato del obispo Cocchia una categoría de leyenda, aunque no dejaron de reconocer la gran importancia del Santuario de la Virgen de las Mercedes en el Santo Cerro. Juan Antonio Flores Santana, quien fue obispo de La Vega, tampoco creía en el relato apócrifo. Sin embargo, es cierto que la versión apócrifa de estos eventos ha sido la más difundida en la República Dominicana a lo largo de los años y ha prevalecido.

#### Colombia

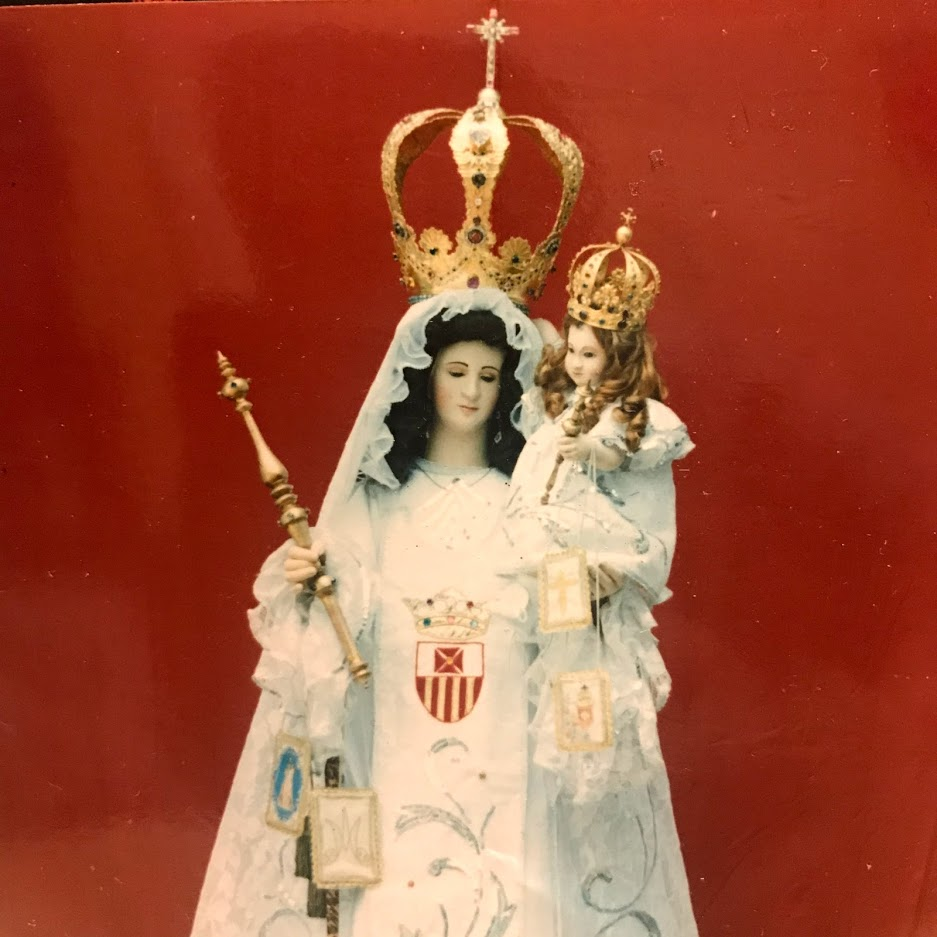
Imagen de Nuestra Señora de las Mercedes de Pasto (Colombia).

La llegada de la orden religiosa de los mercedarios a América, un poco relacionada con el antiguo espíritu de los caballeros que fueron a las Cruzadas a Tierra Santa y juntamente con el culto de la Virgen Compasiva, coincide con el poblamiento de las principales ciudades andinas cercanas a la línea ecuatorial como son: Cuzco, Lima, Quito, Paita y la Villaviciosa de la Concepción o San Juan de Pasto, a pesar de que esta última tenía como patrona religiosa a la Pura y Limpia Concepción, como su nombre lo indica. El convento mercedario primeramente se funda en Santiago de Cali hacia 1536 y en Pasto hacia 1545 y la iglesia anexa desde 1550, volviéndose muy famoso el ornato de este templo con una puerta labrada con leones dorados en su parte superior, imitando a los que fueron concedidos, junto con el título de ciudad y el sobrenombre de San Juan Bautista, a la Villa de Pasto. Es conocida popularmente en San Juan de Pasto como la Michita Linda.
Es en el siglo XVIII, de acuerdo al minucioso relato de José Rafael Sañudo, cuando la Virgen de las Mercedes aparece como protectora del Cabildo y pueblo de San Juan de Pasto respecto de erupciones y terremotos y otros eventos naturales dañinos. De hecho empieza a figurar la graciosa imagen como si fuera la que tiene el mando o el gobierno de Pasto. Son la fuerza de la tradición oral así sustentada y, en parte, el sincretismo o mestizaje religioso que la acompaña, los factores por los cuales se puede considerar a la Virgen de las Mercedes como Gobernadora de la Ciudad y no porque alguna autoridad civil en el siglo XX lo haya establecido por decreto. En 1612 se completó el templo de la Merced en Pasto y el trabajo en madera ocupó a los artesanos y escultores Lázaro de Vergara (las dos puertas talladas, tirantes para los alfarjes de tipo mudéjar en la nave y el presbiterio), Rodrigo de Chaves (cantería de la portada y esculturas), el batihoja y doradores Juan de Echeverri, Francisco Gallardo y Francisco Benítez, más el tabernáculo de tres cuerpos realizado por Gómez de Rojas en 1670
.

#### Bolivia
La devoción a la Virgen de la Merced se difundió en Bolivia, en el departamento de La Paz, donde hoy se le rinde veneración. Al año se le cambia tres veces sus vestiduras; la primera vez que se le cambia es la fecha del 3 de agosto recordando la primera vez que derramó lágrimas, la segunda vez el 24 de septiembre recordando su fiesta y la tercera y última vez en Navidad como regalo a su devoción. El 24 de septiembre en la Iglesia de la Merced se celebra una eucaristía de fiesta, nueve días antes se le reza la novena y al finalizar existe una gran procesión en su honor. En Potosí, se celebra una solemne y lucida fiesta organizada por la Archicofradía de Nuestra Señora de La Merced, institución fundada en 1730 y que llegó a cobijar en el siglo XVIII a 10 000 cófrades.

#### Nicaragua
En Nicaragua, la devoción hacia la Virgen de La Merced o Nuestra Señora de las Mercedes tiene una larga historia que se remonta a 1528 en León Viejo, cuando bajo la administración de fray Francisco de Bobadilla, misionero mercedario natural de La Rioja (fue provincial de los mercedarios en las Indias), se construyó el convento de La Merced, siendo este el primer convento que hubo en la Provincia de Nicaragua; desde entonces el testimonio de amor, fe y devoción por la Virgen de la Merced ha estado latente en la historia del pueblo nicaragüense.
El 17 de julio de 1912 fue declarada patrona de la ciudad de León por Simeón Pereira y Castellón, obispo de Nicaragua, quien a su vez consagró el Santuario Diocesano de Nuestra Señora de La Merced.
La noche del 23 de septiembre de cada año, en los hogares católicos de la ciudad de León y otras ciudades del país, se encienden velas y se colocan en las puertas y ventanas de las casas. Esta tradición es conocida como la Noche de las velas y se realiza en vísperas de las fiestas de la Virgen de La Merced, así los fieles católicos reafirman su amor a la Bienaventurada Virgen María, agradeciendo los favores recibidos y haciendo nuevas peticiones de bienestar y salud propia, de familiares y amistades. 
El 24 de septiembre de cada año, con pañuelos blancos, aplausos y arraigada devoción  miles de feligreses acompañan la magna procesión de la imagen de la Virgen de La Merced durante su recorrido por las principales calles de la ciudad. Este cortejo procesional es un acto de gran solemnidad, donde las calles por donde pasa la procesión son arregladas por la población; se aprecian banderines colgantes con los colores de la bandera de la Iglesia católica y de Nicaragua, arreglos florales, decoraciones con globos, mantas, pedestales con imaginería religiosa, así como pequeños altares en las puertas de las casas. Esta procesión es el mayor tributo de devoción, amor, religiosidad y verdadero fervor católico en honor a la Virgen de La Merced que se vive en toda Nicaragua.

#### Perú
Perú es actualmente el país que reúne a la mayor cantidad de fieles de toda América y que cada 24 de septiembre celebran esta fiesta en honor a la Bienaventurada Virgen María, en diversas partes de todo el país, pero de manera más especial en Lima, Ancash, Huancayo, Cusco y Paita. Es en esta ciudad donde se realiza la peregrinación más grande del continente y la primera peregrinación cristiana que se tiene registro.
La Festividad de la Patrona de las Armas del Perú, la Virgen de la Merced, y Día de las Fuerzas Armadas, el 24 de setiembre, es parte de la ceremonia del Estado.

##### Lima

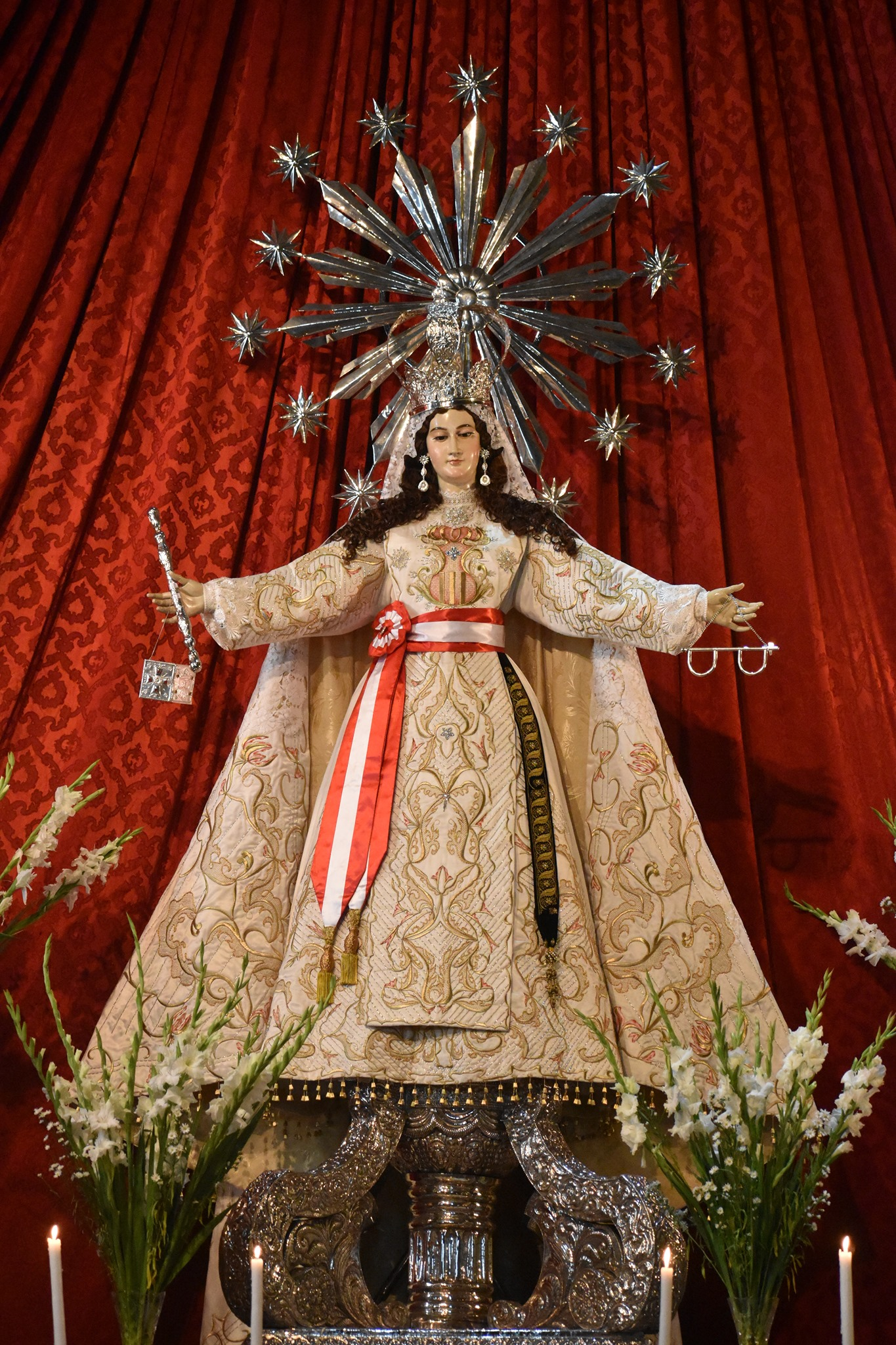
Imagen de Nuestra Señora de La Merced, que se venera en la Basílica Menor de la Merced de Lima (Perú).

La devoción a Nuestra Señora de las Mercedes en el Perú se remonta a los tiempos de la fundación de Lima. Consta que los Padres Mercedarios, que llegaron al Perú junto con los conquistadores, habían edificado ya su primitiva iglesia conventual hacia 1535, templo que sirvió como la primera parroquia de Lima hasta la construcción de la Iglesia Mayor en 1540.
Los mercedarios no sólo evangelizaron a la región sino que fueron gestores del desarrollo de la ciudad al edificar los hermosos templos que hoy se conservan como valioso patrimonio histórico, cultural y religioso.
Junto con estos frailes llegó su celestial patrona, la Virgen de la Merced, advocación mariana del siglo XIII.
Esta Orden de la Merced, aprobada en 1235 como orden militar por el Papa Gregorio IX, logró liberar a miles de cristianos prisioneros, convirtiéndose posteriormente en una dedicada a las misiones, la enseñanza y a las labores en el campo social. Los frailes mercedarios tomaron su hábito de las vestiduras que llevaba la Virgen en la aparición al fundador de la orden.
La imagen de la Virgen de la Merced viste totalmente de blanco; sobre su larga túnica lleva un escapulario en el que está impreso, a la altura del pecho, el escudo de la orden. Un manto blanco cubre sus hombros y su larga cabellera aparece velada por una fina mantilla de encajes. En unas imágenes se la representa de pie y en otras, sentada; unas veces se muestra con el Niño en los brazos y otras los tiene extendidos mostrando un cetro real en la mano derecha y en la otra unas cadenas abiertas, símbolo de liberación. Esta es la apariencia de la hermosa imagen que se venera en la basílica de la Merced, en la capital limeña, que fue entronizada a comienzos del siglo XVII y que ha sido considerada como patrona de la capital.
Fue proclamada el 20 de septiembre de 1730 patrona de los Campos del Perú; patrona de las Armas de la República el 22 de septiembre de 1823. Y al cumplirse el primer centenario de la independencia de la nación, la imagen fue solemnemente coronada y recibió el título de gran mariscala del Perú el día 24 de septiembre de 1921, solemnidad de Nuestra Señora de la Merced, desde entonces declarado fiesta nacional, ocasión en que cada año el Ejército le rinde honores a su alta jerarquía militar de mariscala del Ejército del Perú nombrada el día 22 de septiembre de 1923. La imagen porta numerosas condecoraciones otorgadas por la república de Perú y sus gobernantes e instituciones nacionales. El 9 de diciembre de 1954 el presidente de la República Manuel A. Odría impone la condecoración: Gran Cruz de la Orden Militar de Ayacucho a la imagen de la Virgen de las Mercedes y el 23 de septiembre de 1969 el Gobierno oficializa el título honorífico de gran mariscala del Perú de la Virgen de las Mercedes
En 1970 el cabildo de Lima le otorgó las "Llaves de la ciudad" y en 1971 el presidente de la república le impuso la Gran Cruz Peruana al Mérito Naval, gestos que demuestran el cariño y la devoción del Perú a esta advocación considerada por muchos como su patrona nacional.
El pasado 24 de septiembre se celebró el primer centenario (cien años) de su coronación canónica y pontificia.

##### Carhuaz

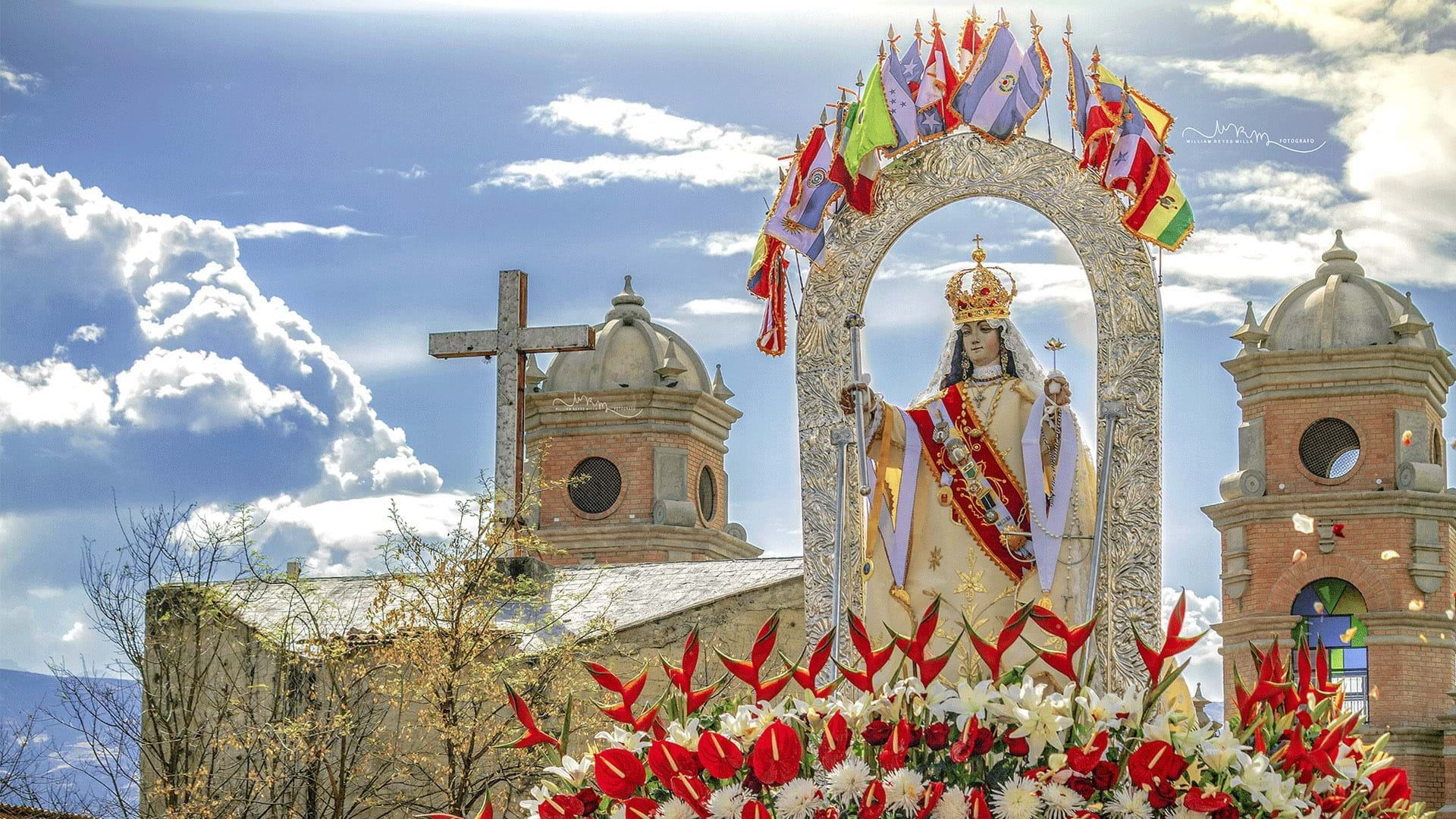
Virgen de las Mercedes de Carhuaz, en procesión.

Anualmente, durante el mes de septiembre y comienzos de octubre, el pueblo de Carhuaz expresa su fe y se viste de fiesta en honor a la Virgen de las Mercedes, conocida también por los lugareños como 'Mamá Mechi'.
Existen versiones históricas que sostienen como base la celebración de esta festividad, pero hay dos historias que tienen mayor peso y van acorde este acontecimiento.
La primera tiene que ver con unos pobladores de Caraz, que llevaban la escultura de la Virgen hacia su pueblo, pero se detuvieron a descansar en Carhuaz, y cuando quisieron retomar la marcha hacia Caraz, no podían mover a la Virgen porque estaba muy pesada, y por más que llamaban a mayor cantidad de personas, era imposible movilizarla. Por tal motivo, los caracinos tomaron la decisión de que la escultura se quede en el lugar, con la firme promesa de regresar a visitarla cada año.
Existe sin embargo, otra versión, que es más acorde con hechos reales, y data del año 1630, que relata la existencia de una beata, la cual tenía por nombre María y de la que no se conoce su apellido, la cual era más conocida como “Pazcha Mallita” por su diminuta figura, quien suplicó a unos Franciscanos catequizadores que le consiguieran la imagen de la “Virgen de las Mercedes” de quien era abnegada devota. Aquella beatita no volvió a tener noticias de los franciscanos en mucho tiempo, llegando a pensar, probablemente, que ellos la habrían olvidado y asumiendo, quizás, que cada vez se hacía más difícil tener la imagen de la virgen en la capilla de esta ciudad.
Por esos tiempos, Unos visitantes caracinos vieron un cajón en donde suponían que había una imagen de San Ildefonso, patrono de Caraz, el cual, aparentemente, ellos habrían solicitado para llevarlo a su provincia.
Lo cierto es que después de haber pasado toda una travesía en su camino hacia Caraz, habiendo evadido todos los obstáculos e improperios, se detuvieron en lo que probablemente sería su último descanso antes de llegar a su destino, en donde fueron indagados por unos vigilantes de las calles carhuacinas.
Es así que los vigilantes pudieron presenciar en el cajón el nombre de la Beatita, aunque borroso por las inclemencias del tiempo. De inmediato se le comunicó a la destinataria, la cual se hizo presente en el acto y confirmó lo que había en el interior del cajón, ante la negativa de los caracinos por entregar el cajón a su verdadera dueña.
Sin otra opción, se pasó a abrir el cajón y se dieron con el rostro de la Virgen, que les brindaba una sonrisa celestial y sobrehumana, a lo que todos cayeron de rodillas, sobrecogidos por esta enternecedora expresión, quien los había cuidado y guiado a través del inclemente recorrido, pues como ellos mismos confesaran más tarde, no tuvieron ni hambre, ni cansancio en el camino.
Ellos se convencieron de una buena vez del contenido del cajón y entendieron que su destino era esta acogedora ciudad de Carhuaz, prometiendo que regresarían cada año a rendirle sus pleitesías a la patrona que los cuido y los eligió para transportarla hasta su lugar de destino, y en gratitud a ella construyeron una capilla con un altar. Es así que la imagen de la Virgen de las Mercedes se convirtió en la santa patrona de Carhuaz y llamada con cariño 'Mama Mechi.

##### Paita
En Paita, está el santuario de la Virgen de las Mercedes más grande del Perú y de América cuya imagen que ha sido venerada por centenares de fieles por más de cuatro siglos, sobre todo en septiembre.
La historia de la virgen se remonta al año 1532 cuando llegó al puerto de Paita traída por religiosos de la Orden de La Merced, por ese tiempo bajo el nombre de María de Las Mercedes; la virgen que fue traída de Paita junto a Francisco de Asís, inicialmente debía ser trasladada hasta Piura; pero según la leyenda la imagen se puso demasiada pesada para ser trasladado por lo que fue tomado como una señal que la misión debía ser iniciada en Paita.
En sus inicios se salvó de ser destruida hasta en dos ocasiones por los piratas que arribaron al puerto peruano y la historia se remonta a 1587, cuando el corsario Cavendish atacó el puerto de Paita y le prendió fuego. De inmediato las llamas empezaron a consumir todo lo que encontraban a su paso hasta llegar al templo.
En medio de este incendio, uno de los devotos de la Virgen entró en la iglesia a pesar de poner en riesgo su vida. Una vez ahí, subió al altar donde se encontraba la imagen y rescató la escultura de ser consumida por el fuego.
Esta fue la primera vez que la imagen de la Virgen de las Mercedes se vio expuesta a ser destruida. Sin embargo, la historia no quedaría ahí. Siglos después, justamente un 24 de septiembre de 1741, el puerto fue nuevamente asolado está vez por el pirata inglés Jorge Anson, saqaueó el puerto y se llevó la imagen mariana como trofeo de guerra. Durante el viaje el viaje de regreso de Anson, el pirata sintió que el mar se había “enfurecido” por lo que había hecho y de inmediato disparó a la altura del cuello de la sagrada imagen, de donde brotó milagrosamente sangre. El corsario, lleno de cólera, arrojó la escultura al mar, la cual fue encontrada por unos pescadores que la retornaron a su templo.
Desde aquella época creció el fervor hacia la imagen, que en la actualidad lleva 479 años, y durante todo este tiempo ha recibido diversas designaciones como la patrona de las Armas del Perú, patrona de los Desprotegidos y los Reclusos. Mientras que el papa Juan Pablo II, en el 1985, la nombró la Estrella Evangelizadora y el año 2010 fue designada por las autoridades como alcaldesa perpetua de Paita, entre otras distinciones.

#### Sincretismo en Cuba

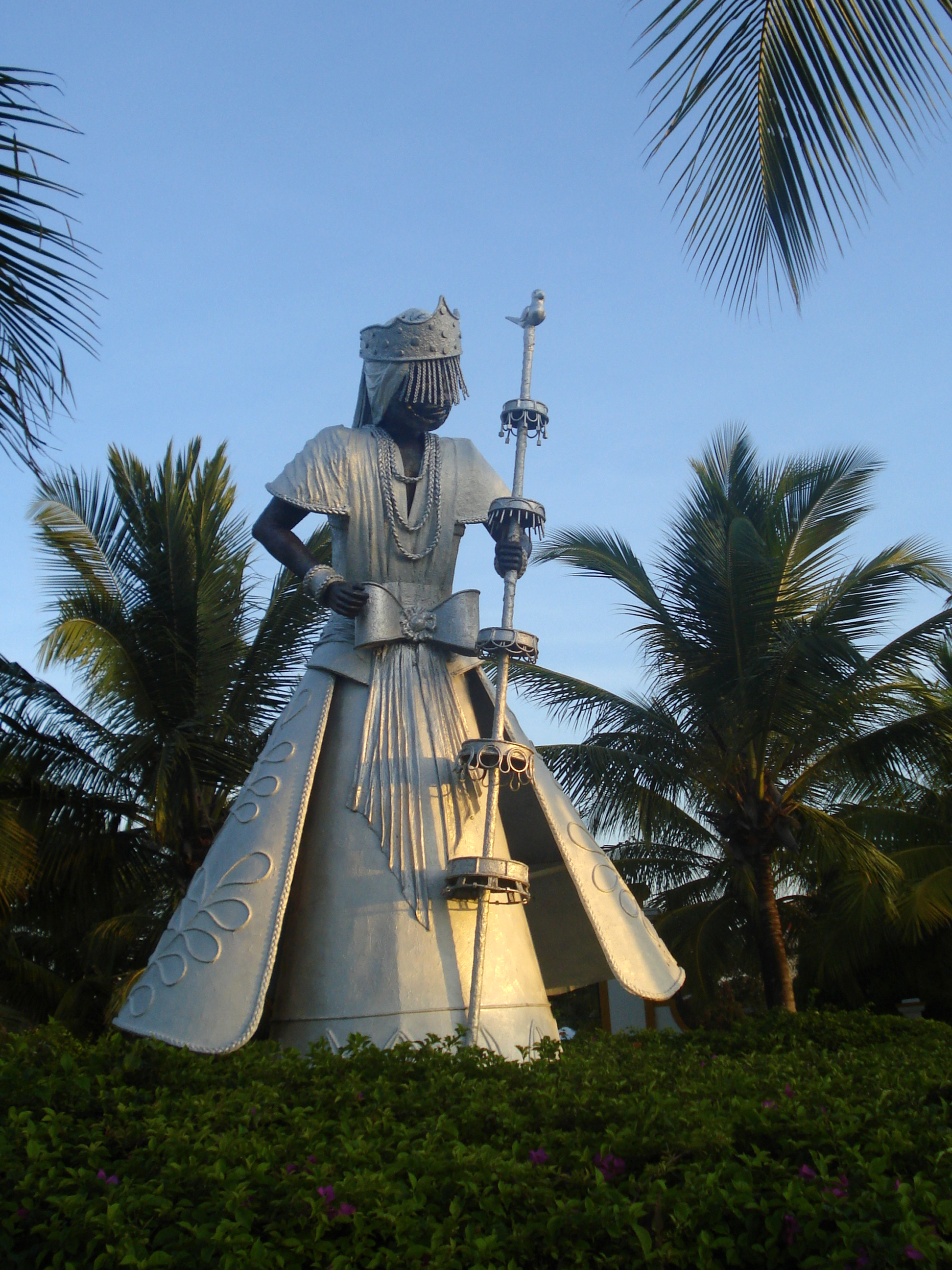
Obatalá, orisha de la pagana santería que se sincretiza con la Virgen de las Mercedes.

En el sincretismo de la religión afrocubana de origen yoruba conocida como la santería, la Virgen de las Mercedes se asocia con el orisha Obatalá, divinidad descendiente de Olodumare (el Dios omnipotente y creador de todo lo existente según la regla de Ocha), creadora de la Tierra, escultor del ser humano y padre de todos los orishás.  Es dueño de todo lo blanco, de la cabeza, de los pensamientos y de los sueños.
La fiesta de la Virgen de las Mercedes y la festividad de Obatalá se celebran el 24 de septiembre bajo un mismo festejo, esto debido a la transculturación entre la religión católica y la yoruba que sucedió en la población cubana durante la época colonial.

## Iconografía

### Virgen de la Mercedes
La iconografía usada para representar a la Virgen de la Merced queda definida a partir del siglo XVI, consistiendo fundamentalmente en el hábito mercedario: túnica, escapulario y capa, todo en color blanco, con el escudo mercedario en el pecho. Otros elementos recurrentes son las cadenas y el grillete, símbolos también del cautiverio. Normalmente, además del escapulario del hábito, lleva otro pequeño en la mano que ofrece a los fieles como auxiliadora de los cautivos.
Suele aparecer tocada con corona de reina y también con el cetro en la mano derecha. En muchas ocasiones sostiene en la izquierda al Niño Jesús, que también puede llevar un escapulario en las manos. Otro modelo iconográfico es el de la Virgen Comendadora, sedente en el coro, sin niño ni cetro, con las constituciones de la Orden en una mano.

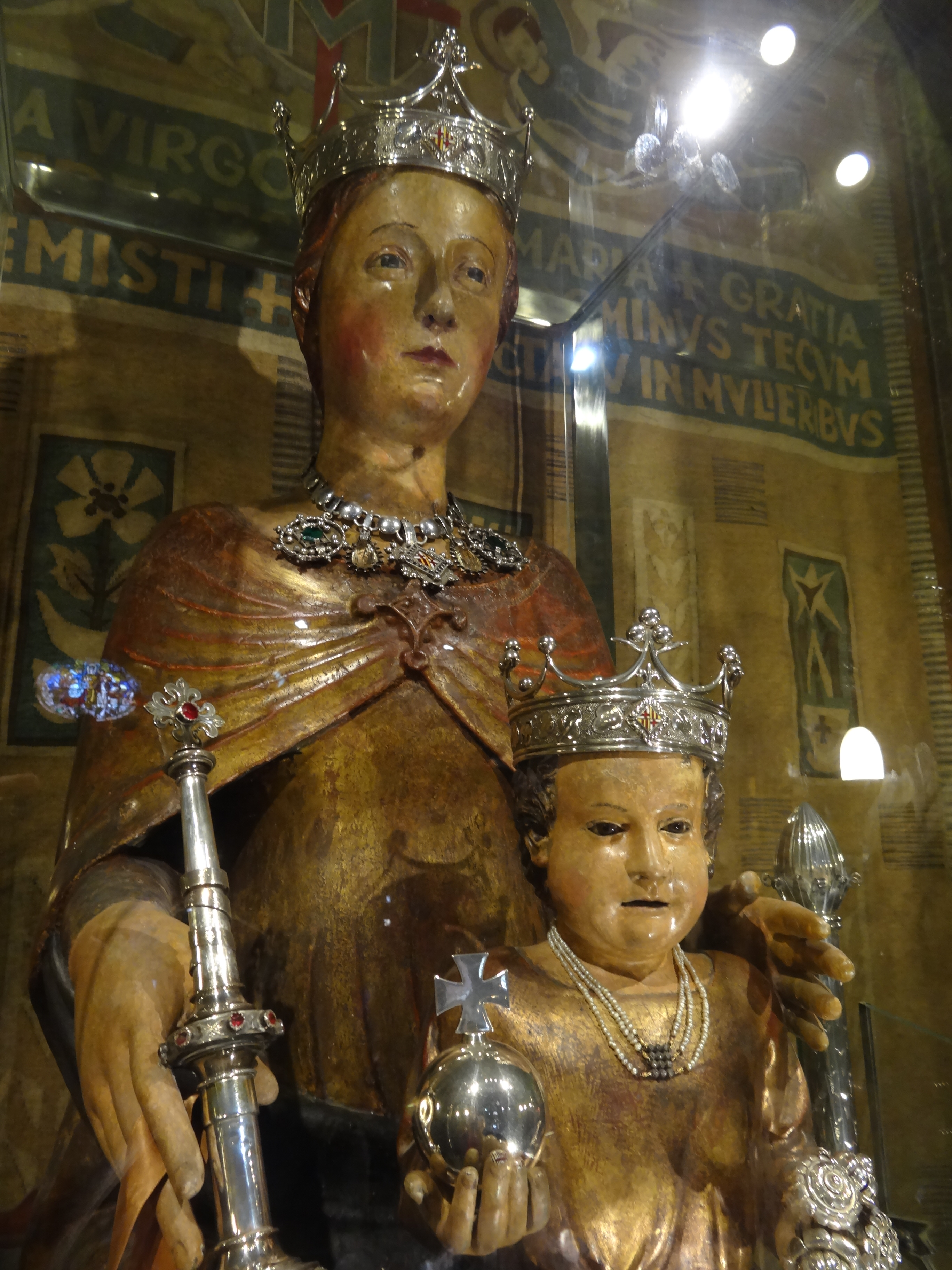
Imagen de Nuestra Señora de las Mercedes del siglo XIV atribuida a Pere Moragues.
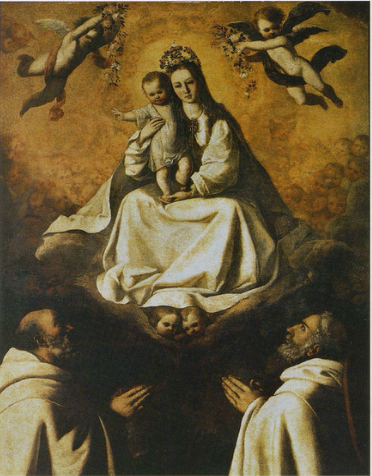
Francisco de Zurbarán, Virgen de la Merced con dos mercdarios (ca. 1635-1640).
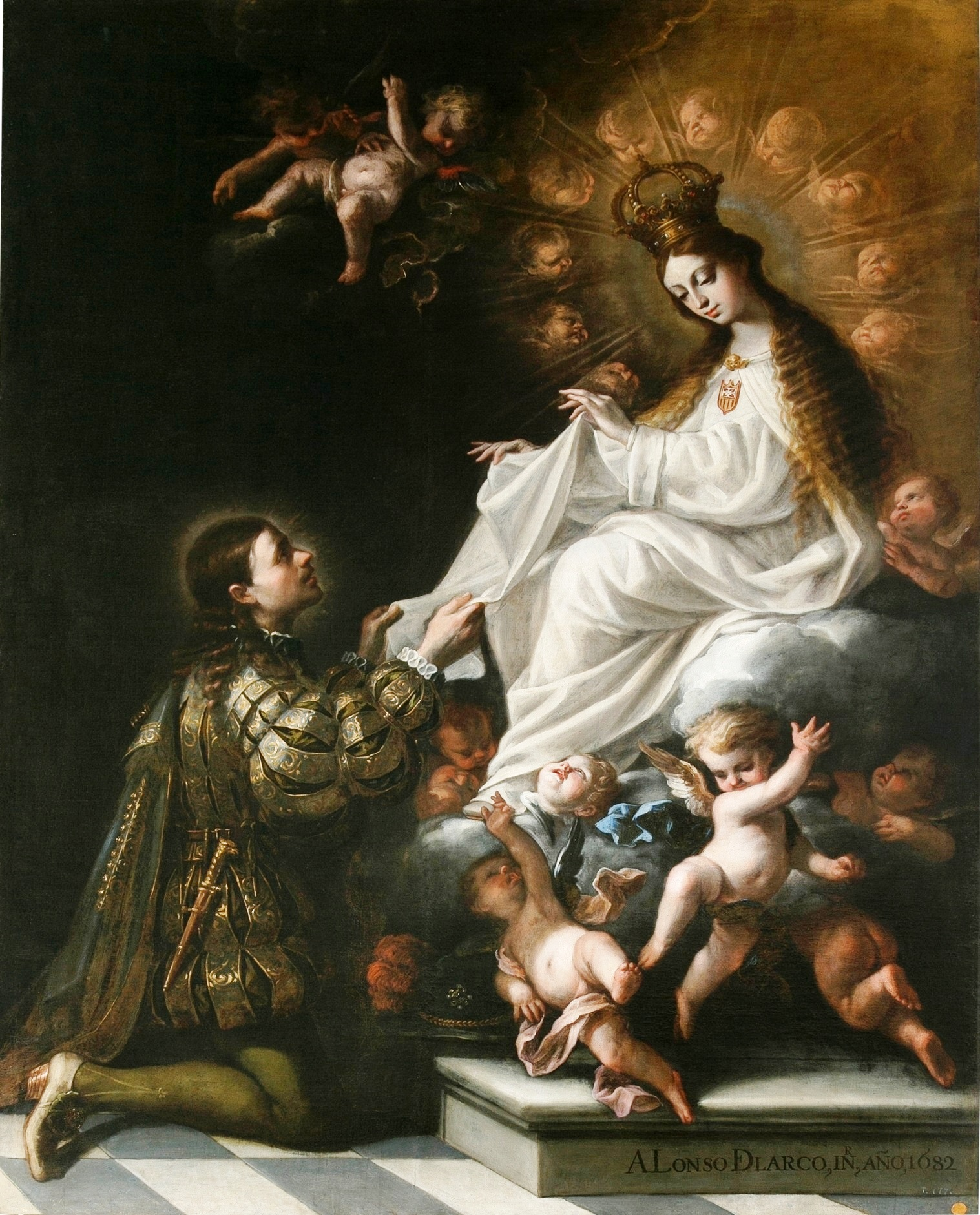
Alonso del Arco, Aparición de la Virgen de la Merced a San Pedro Nolasco (1682).
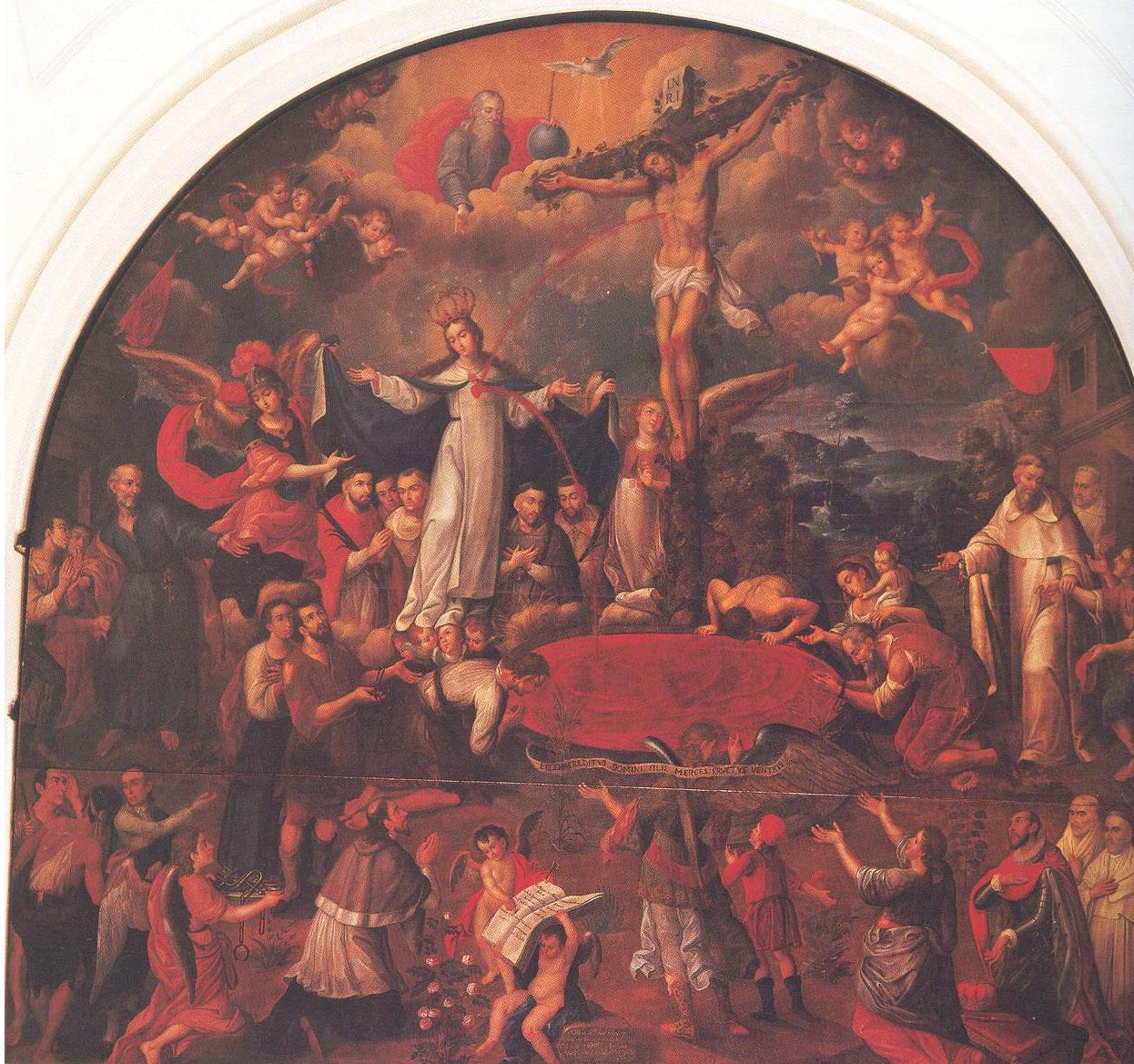
José de Valladares y Juan José Rosales, Apoteosis de la Orden de la Merced (siglo XVIII).
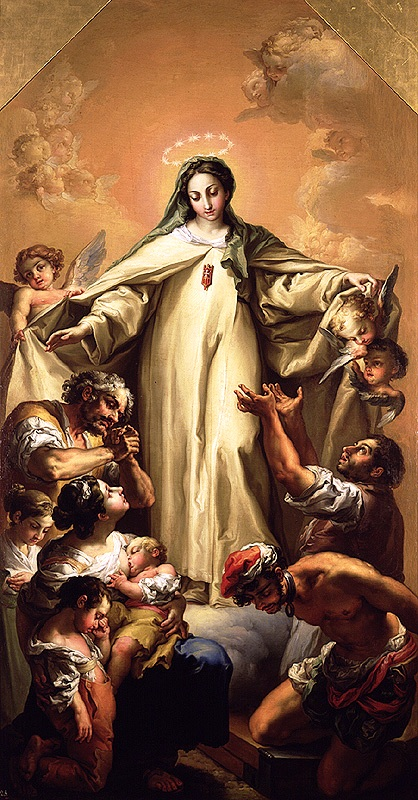
Vicente López Portaña, Virgen de la Merced redentora de cautivos (ca. 1798-1803).

### Virgen Misericordiosa
El modelo más extendido en la historia del arte (desarrollado desde el Duecento y el Trecento hasta la pintura gótica italiana de los siglos XIII y XIV) es el de la Virgen que cobija bajo su manto a un grupo, que puede ser de presos cautivos (rescatarlos es la función de la orden mercedaria); pero que muy habitualmente es el de los donantes o comitentes que se hacen retratar de esa manera y que pueden ser tan nobles como clérigos o gremios de cualquier actividad. Si se trata de santos, es entonces una modalidad concreta del género sacra conversazione.

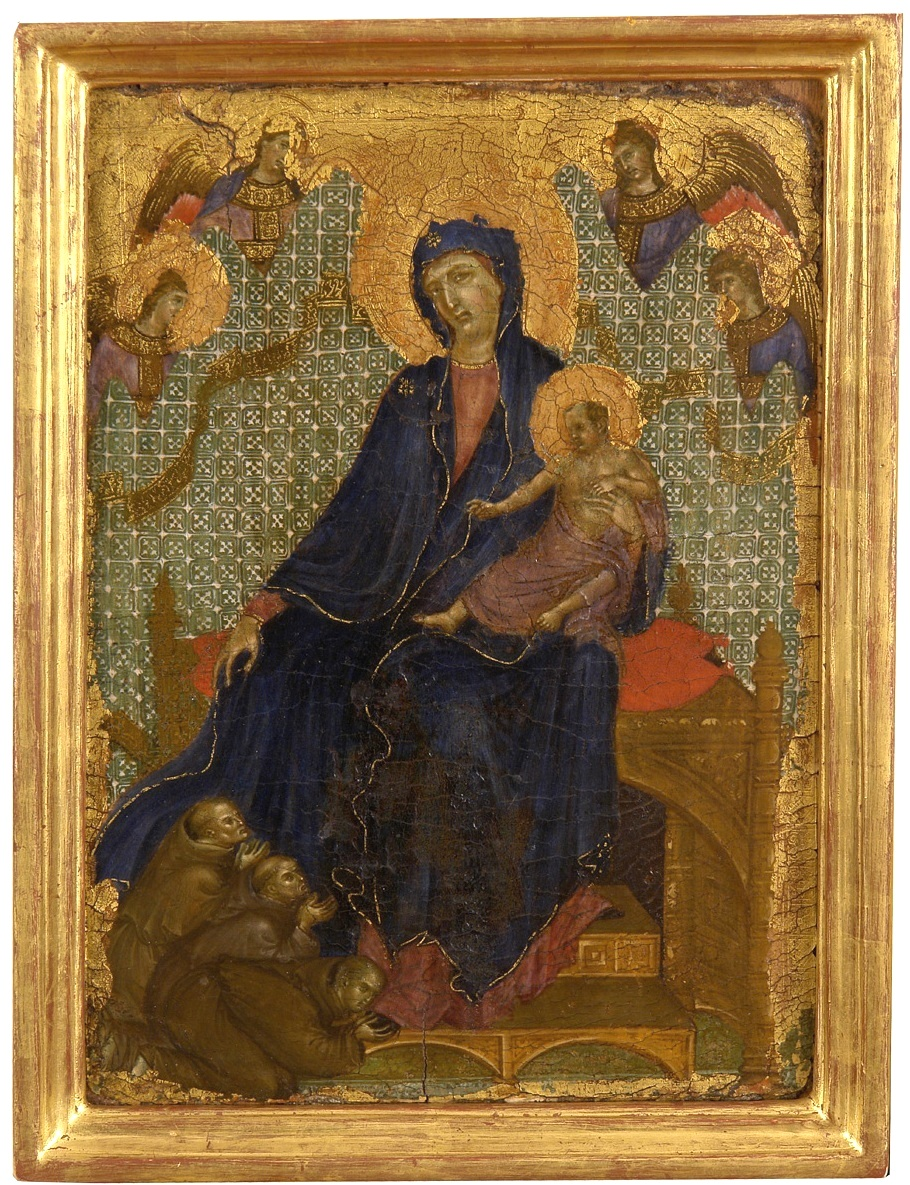
Duccio, Madonna de los franciscanos (ca. 1280, el más antiguo ejemplo conocido de esta tipología).
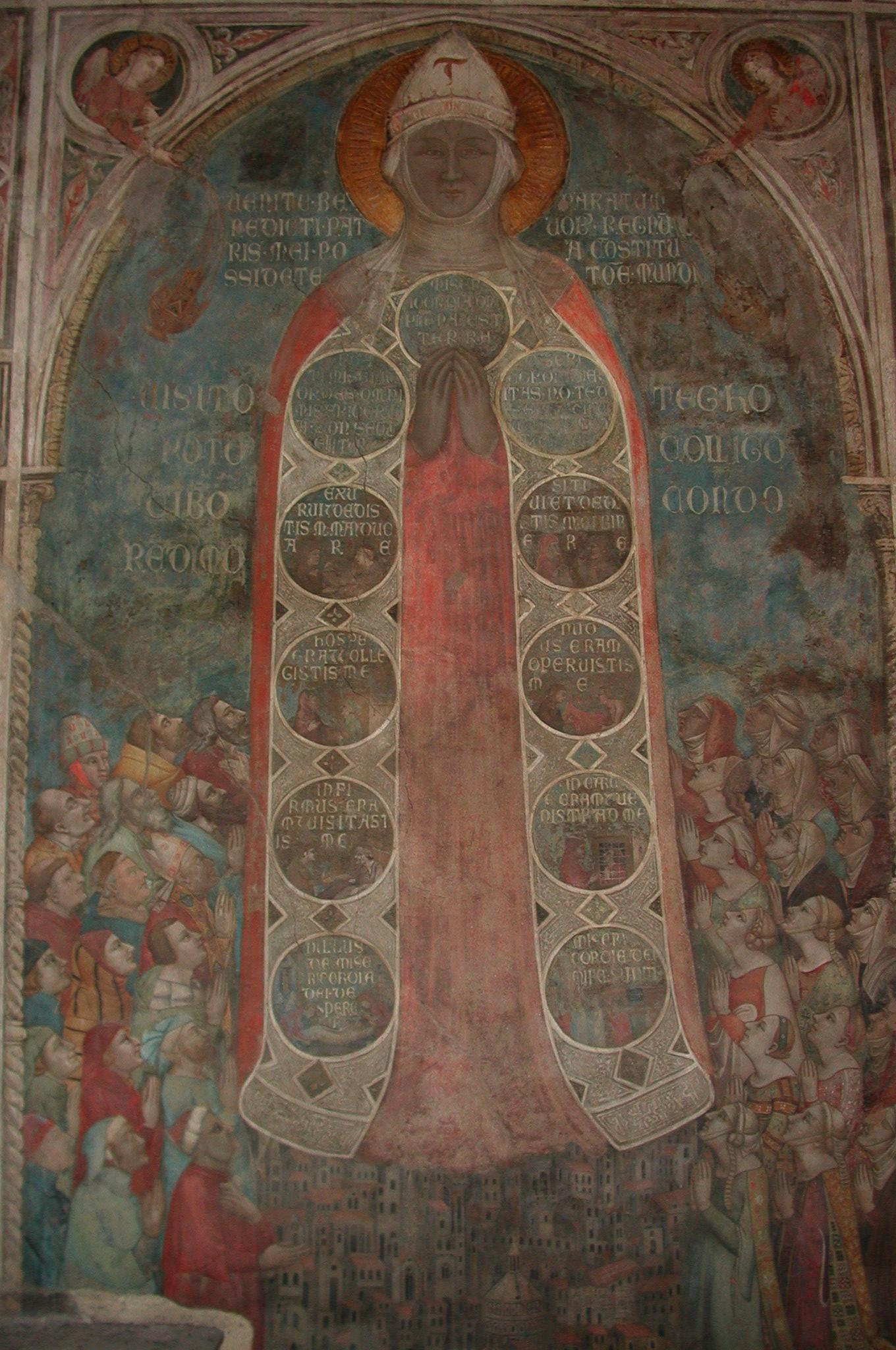
Círculo de Bernardo Daddi, Madonna della Misericordia del Bigallo (ca. 1340).
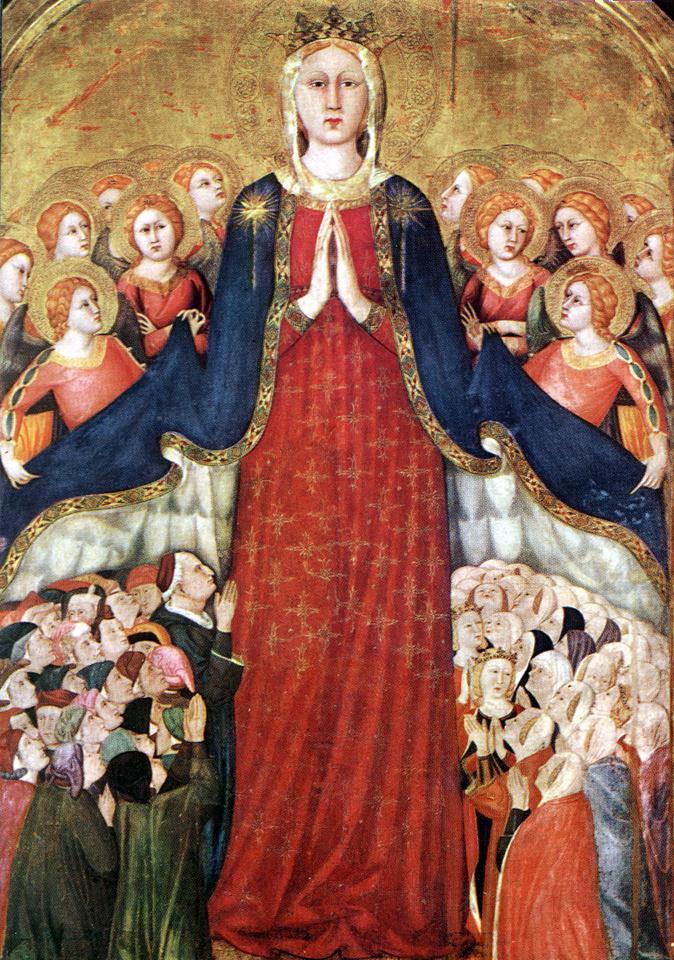
Lippo Memmi, Madonna della Misericordia (ca. 1350).
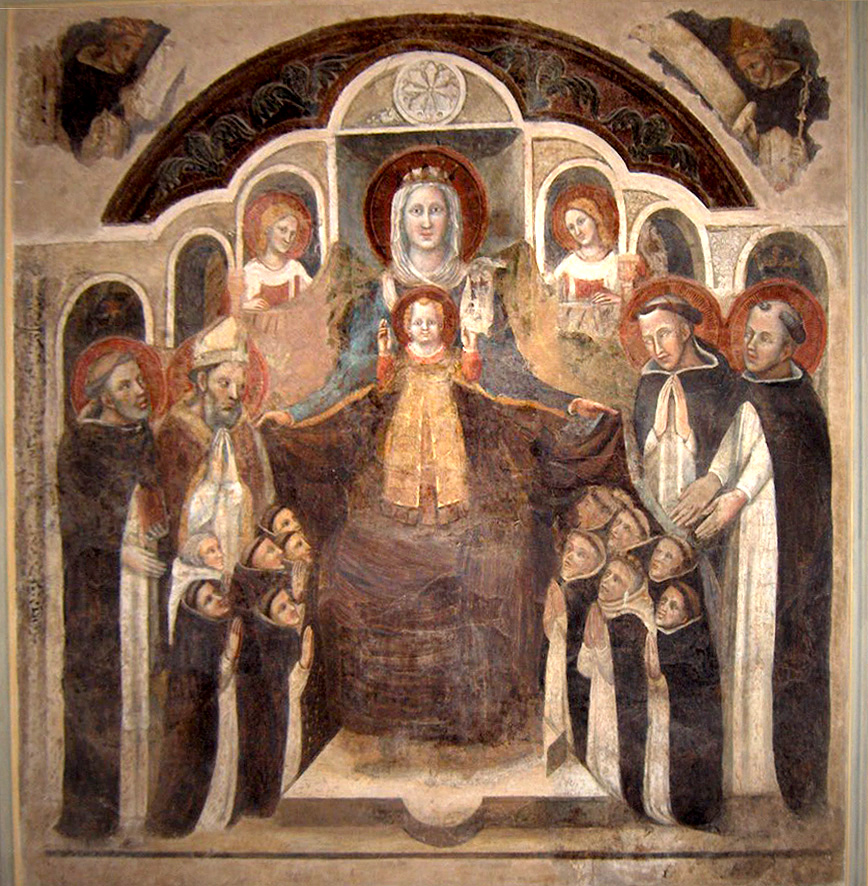
Versión dominica, en la que se representan al Niño y a santos.
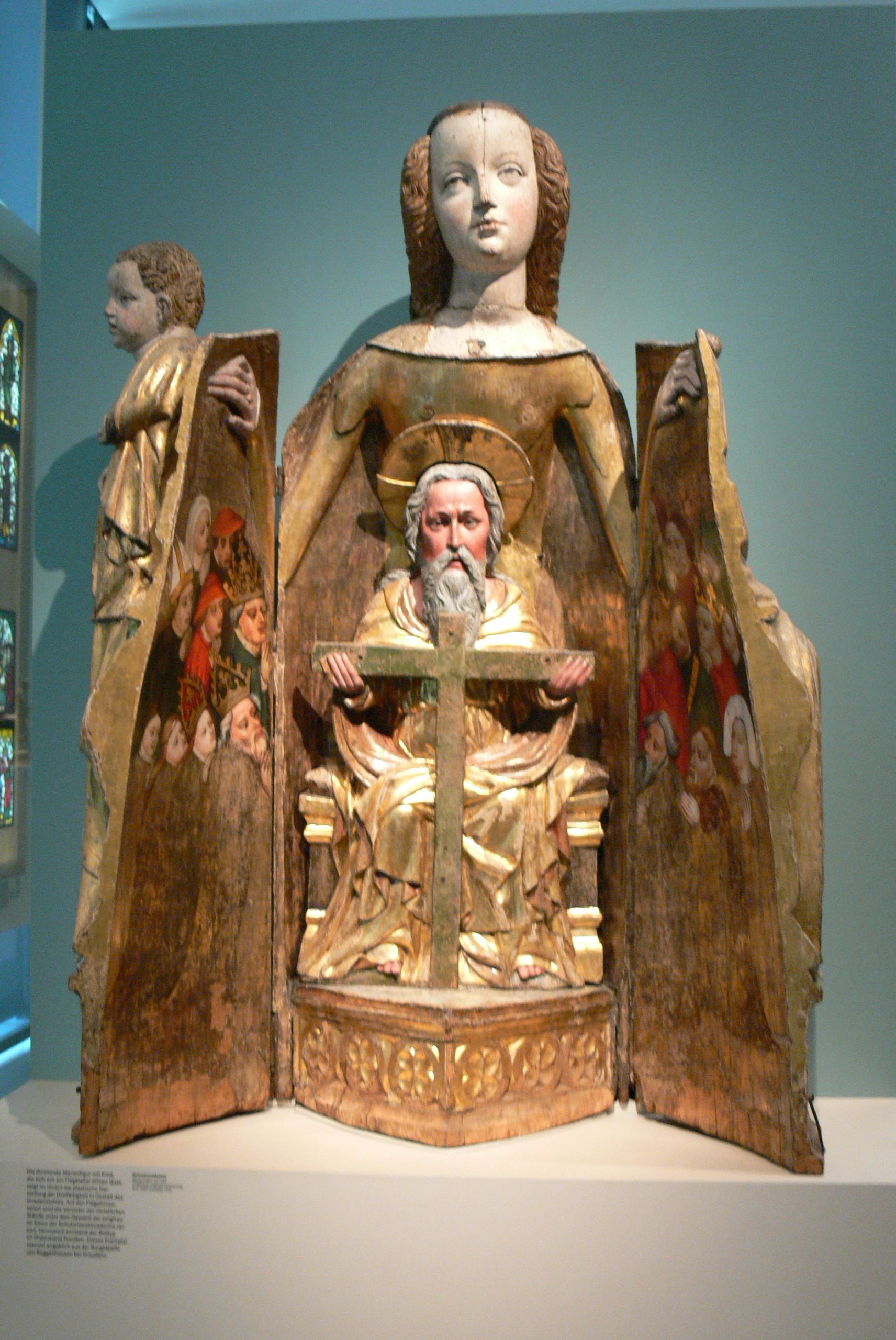
Virgen de la Misericodia y Thronum Gratiae, maestro anónimo de Prusia occidental (ca. 1390)
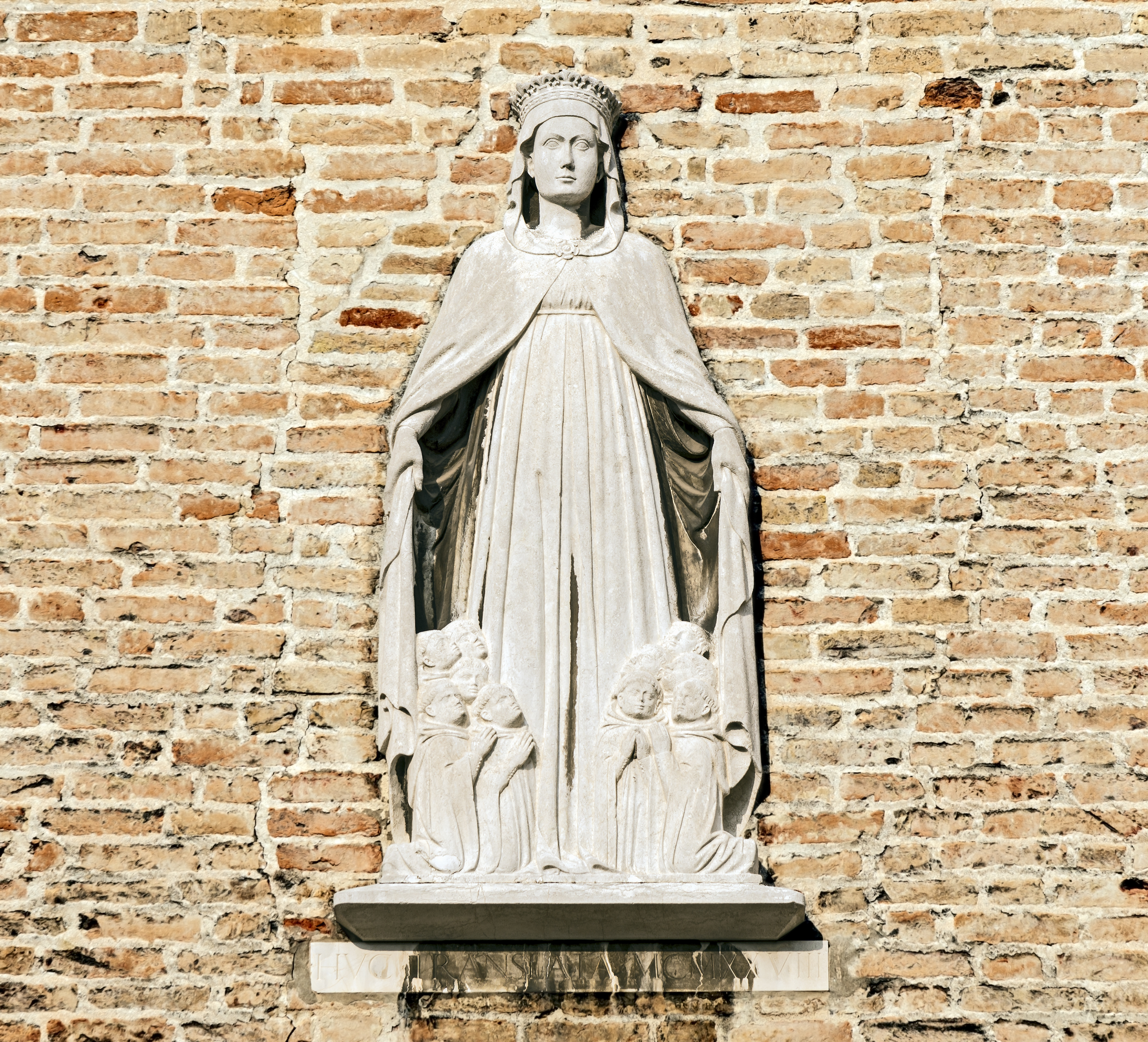
Scoleta dei calegheri (“escuelita o cofradía de los zapateros”), maestro veneciano del siglo XV.
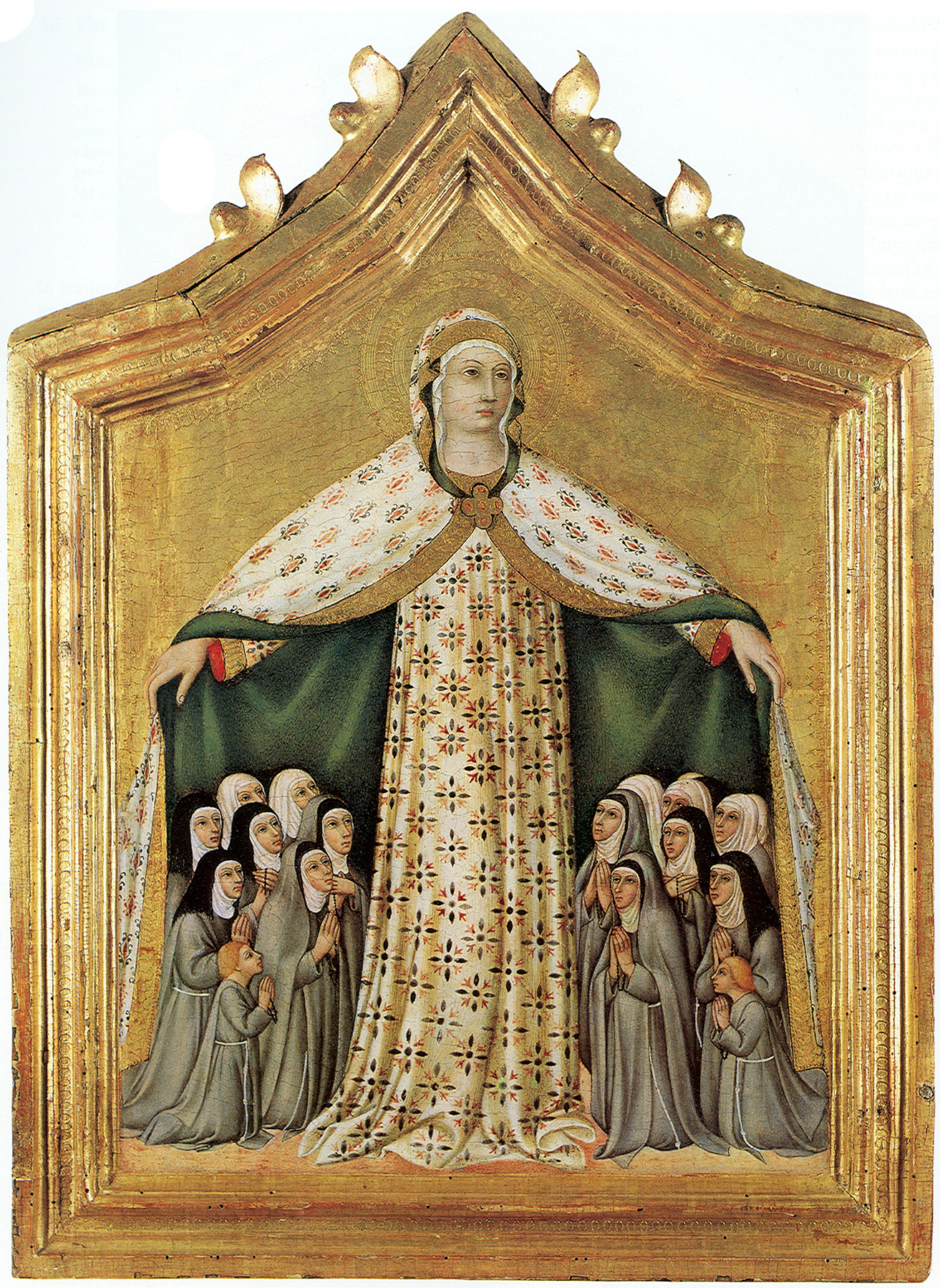
Sano di Pietro (siglo XV), el grupo es de religiosas, incluyendo dos novicias (las que no llevan toca).
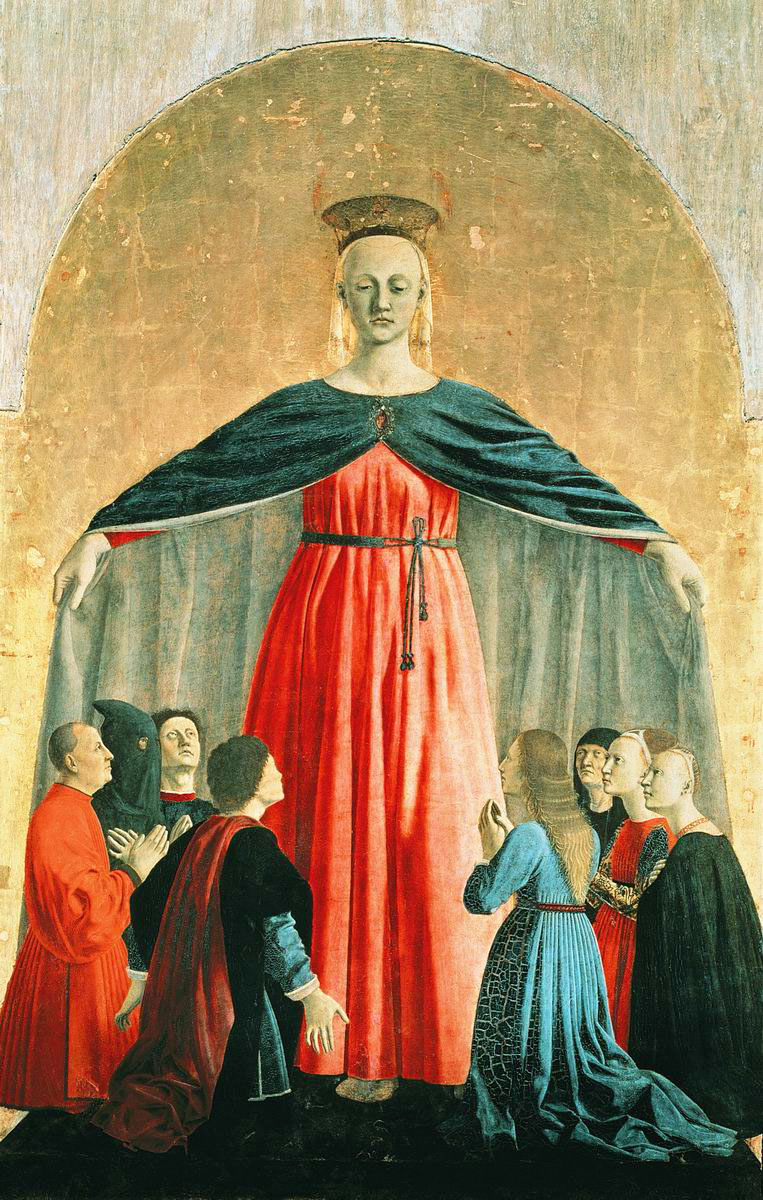
Piero della Francesca, tabla central del Políptico de la Misericordia (1445-1462).
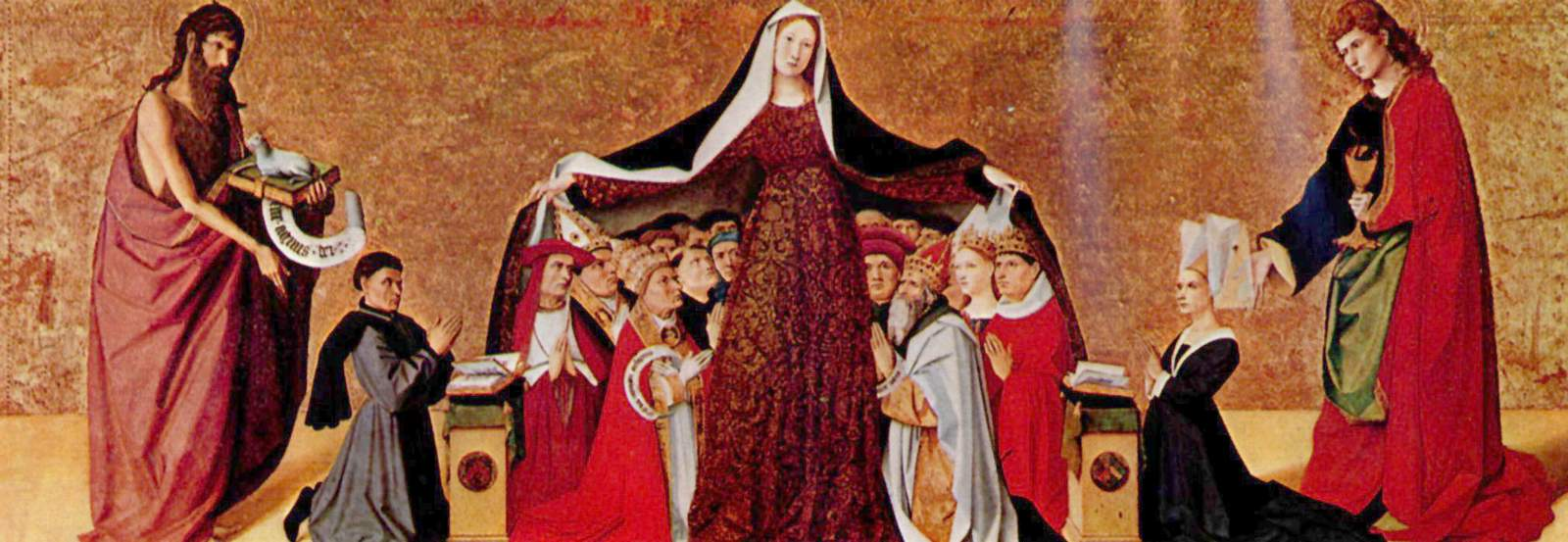
Enguerrand Charonton (1452), en el grupo cobijado está el comitente y santos.
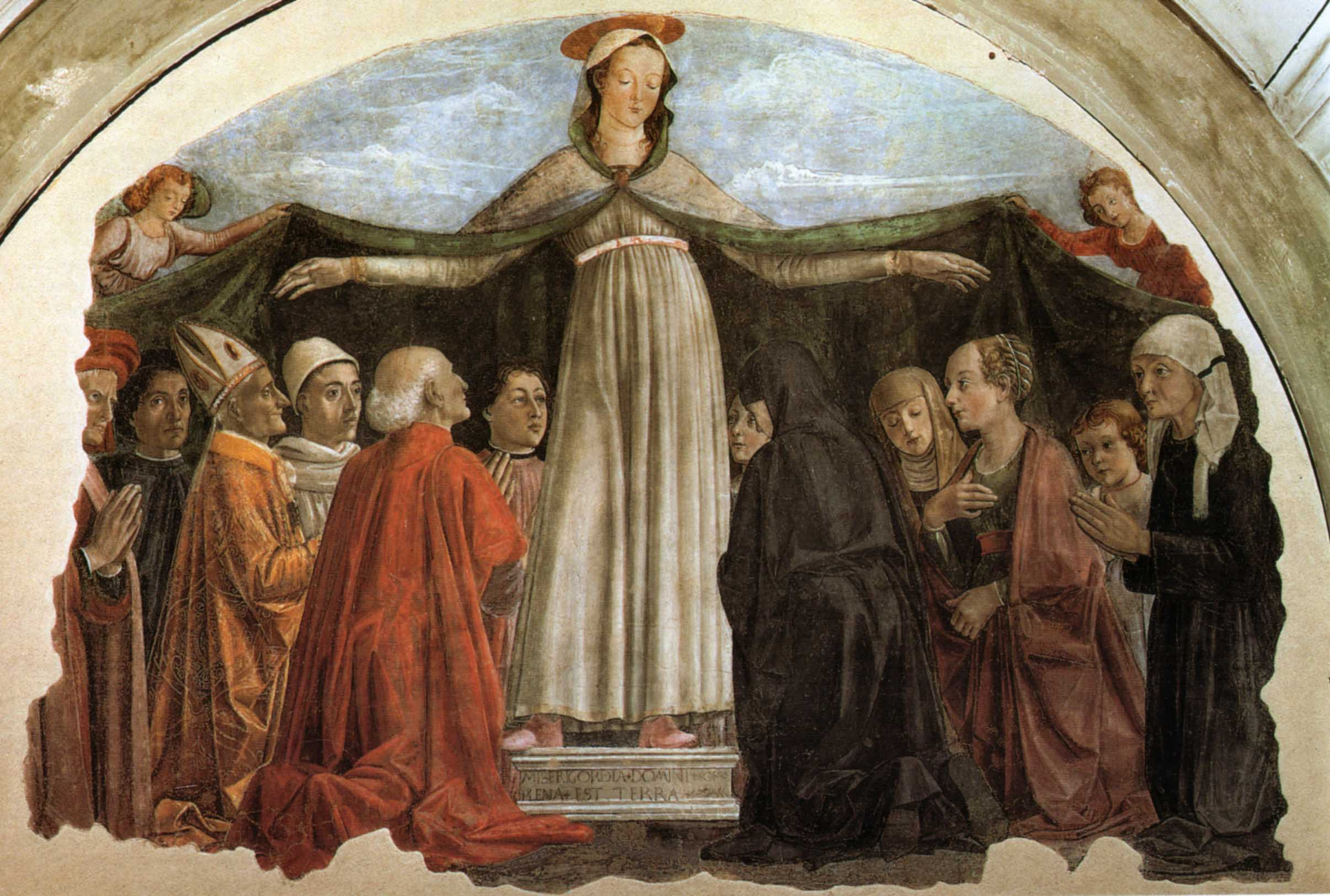
Domenico Ghirlandaio, Madonna della Misericordia de la Cappella Vespucci de la iglesia de Ognissanti de Florencia (ca. 1472).
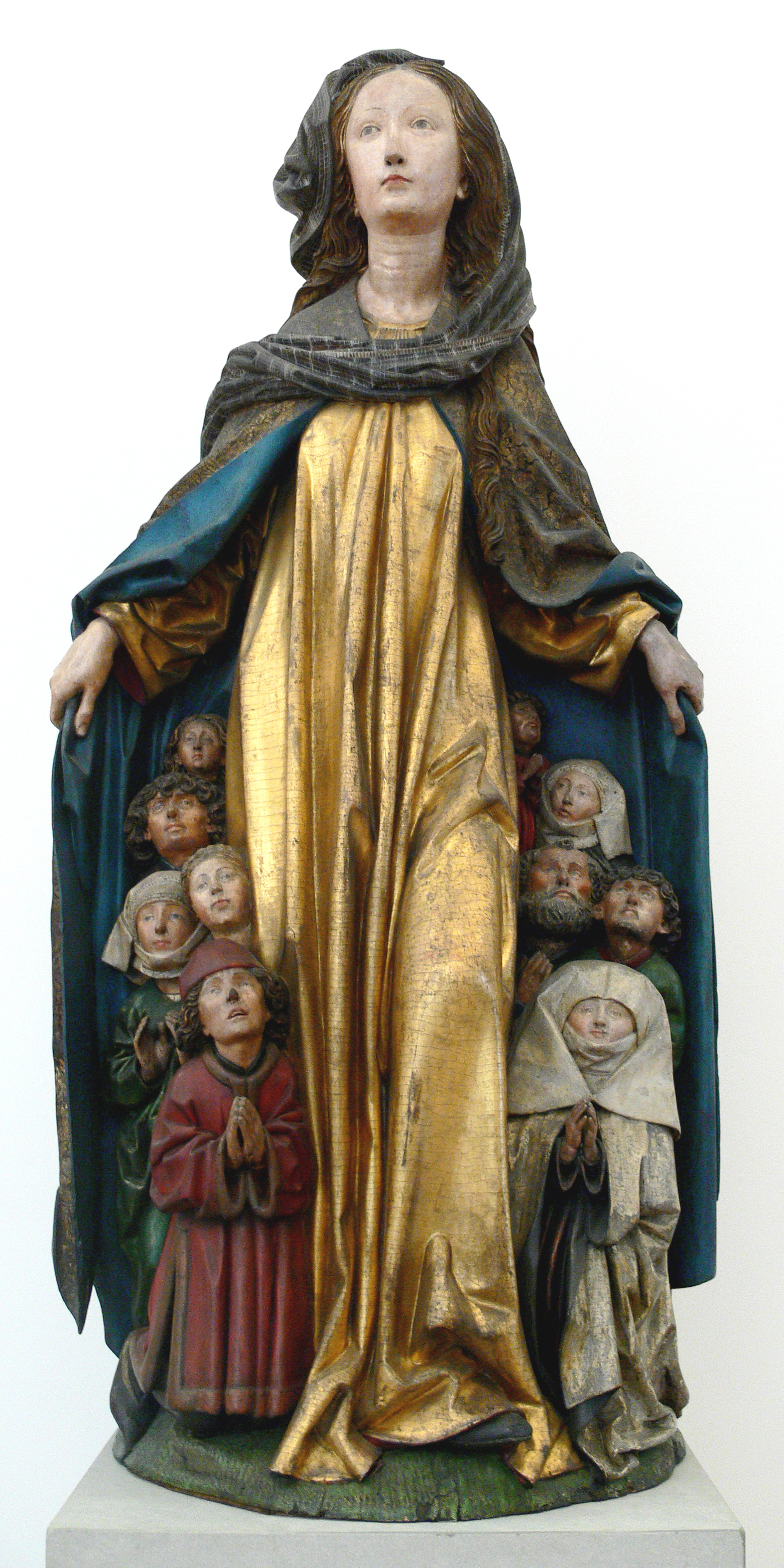
Michel Erhart, Ravensburger Schutzmantelmadonna (ca. 1480).
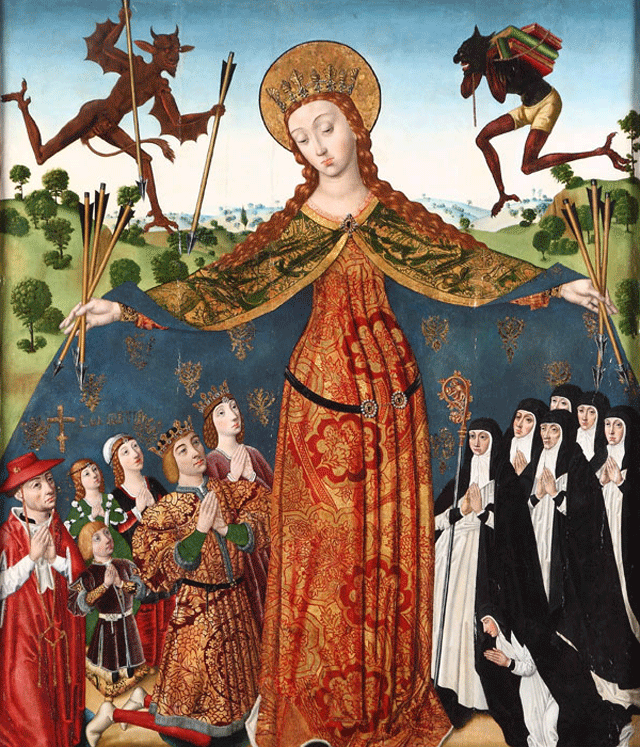
Diego de la Cruz, La Virgen de la Misericordia con los Reyes Católicos y su familia (ca. 1482-1500).
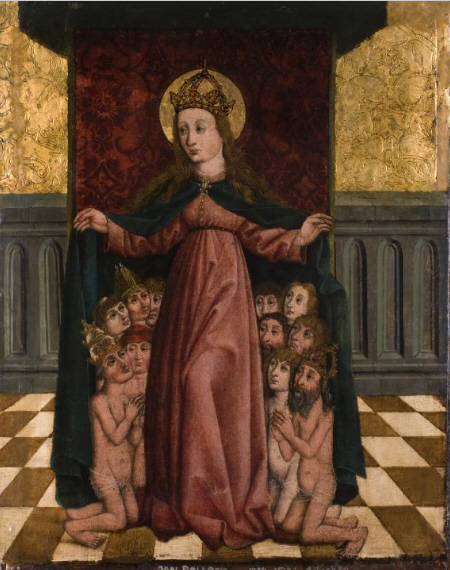
Maestro alemán del siglo XVI, se muestra a los cobijados semidesnudos y con coronas.
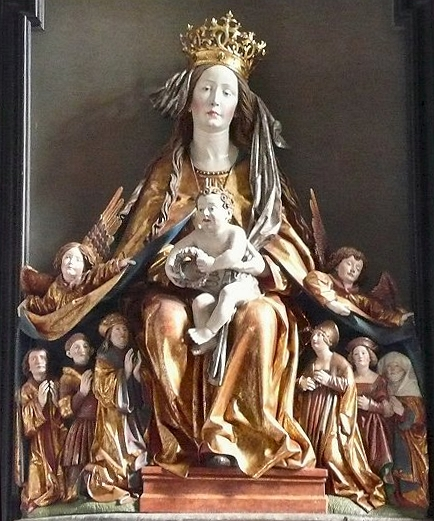
Maestro austríaco (ca. 1510), con el Niño y ángeles.
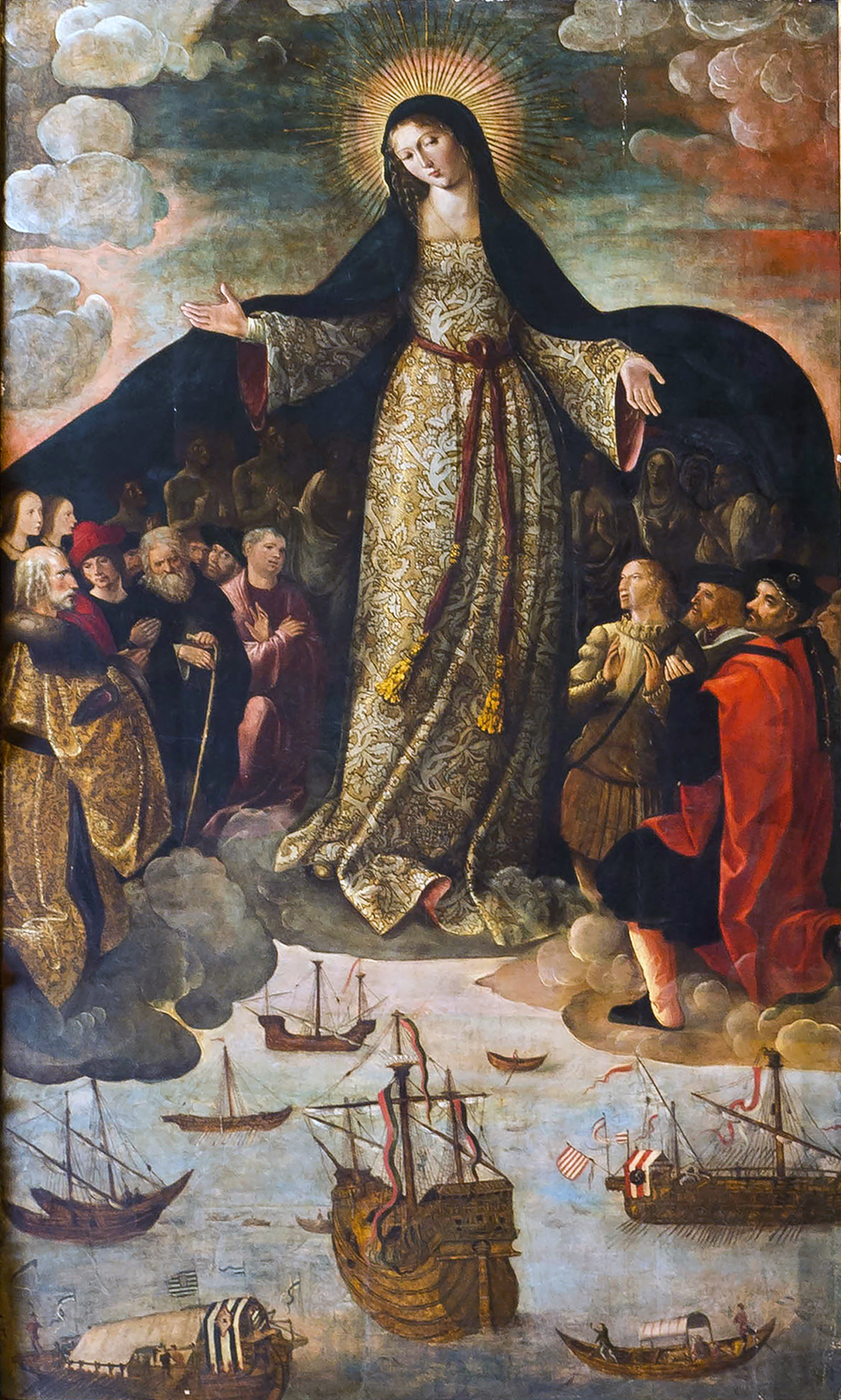
Alejo Fernández, Virgen de los mareantes (1531-1536).
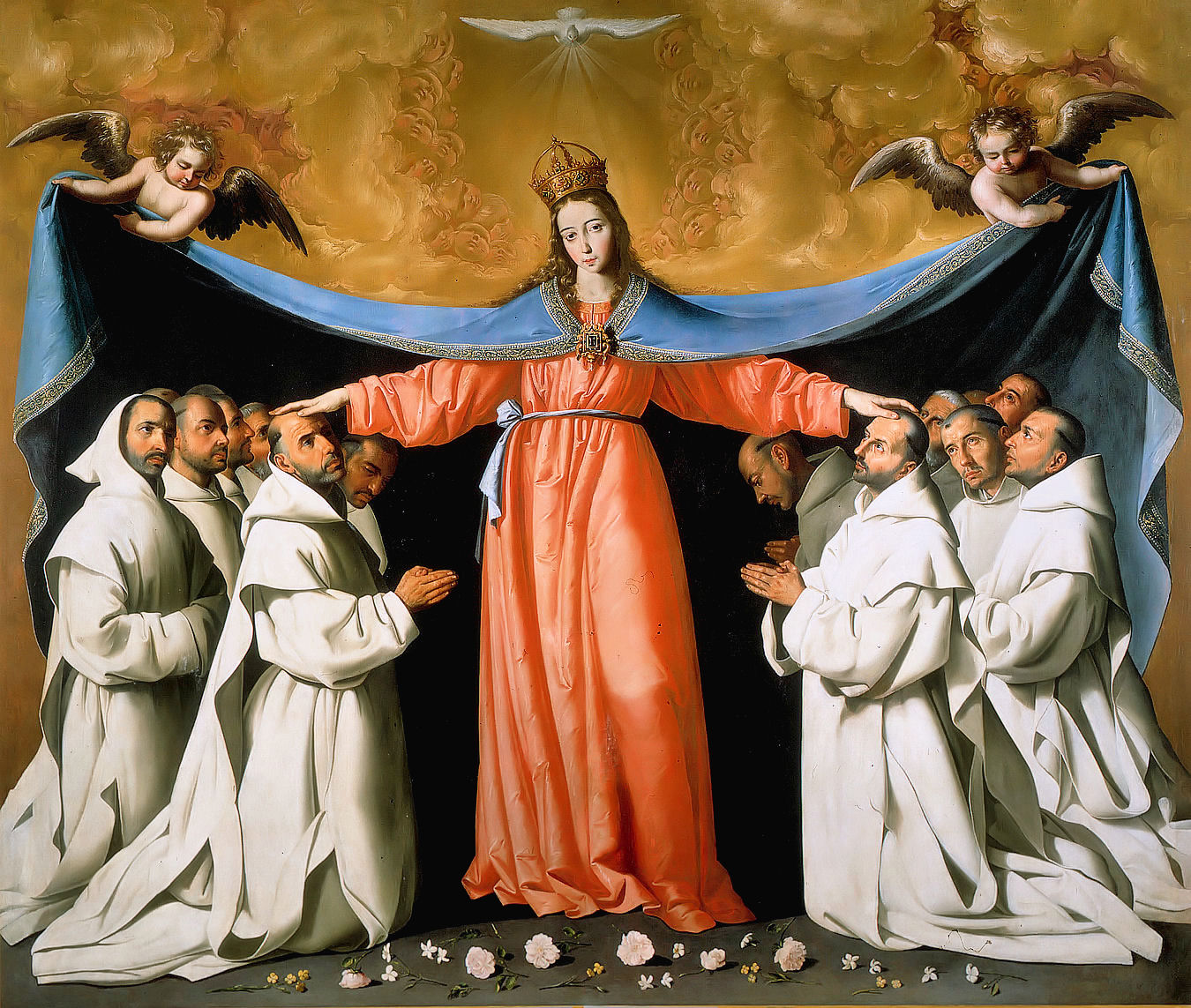
Francisco de Zurbarán, Virgen de las Cuevas (1655).
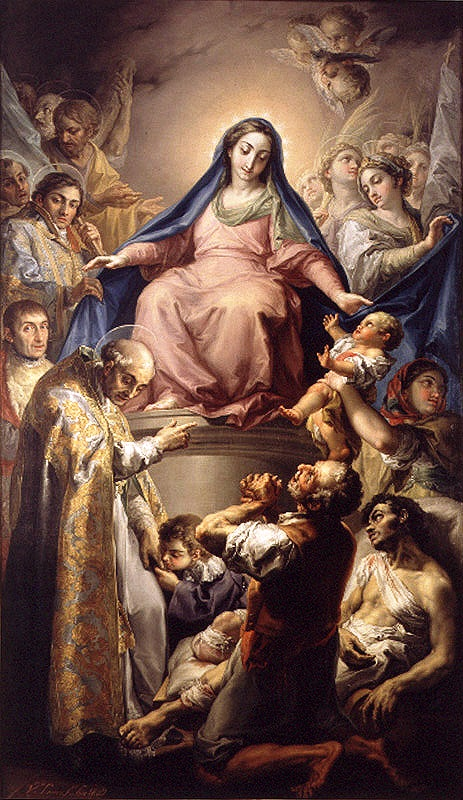
Vicente López Portaña, Virgen de la Misericordia (1809).

La iconografía bizantina denominada Intercesión o Protección de la Madre de Dios (Skepê —Σκέπη— en griego y Pokrov —Покровъ— en ruso) es similar, en este caso con el Velo Protector de la Theotokos.

## Patronazgos
En Argentina:
- Patrona del Ejército Argentino.

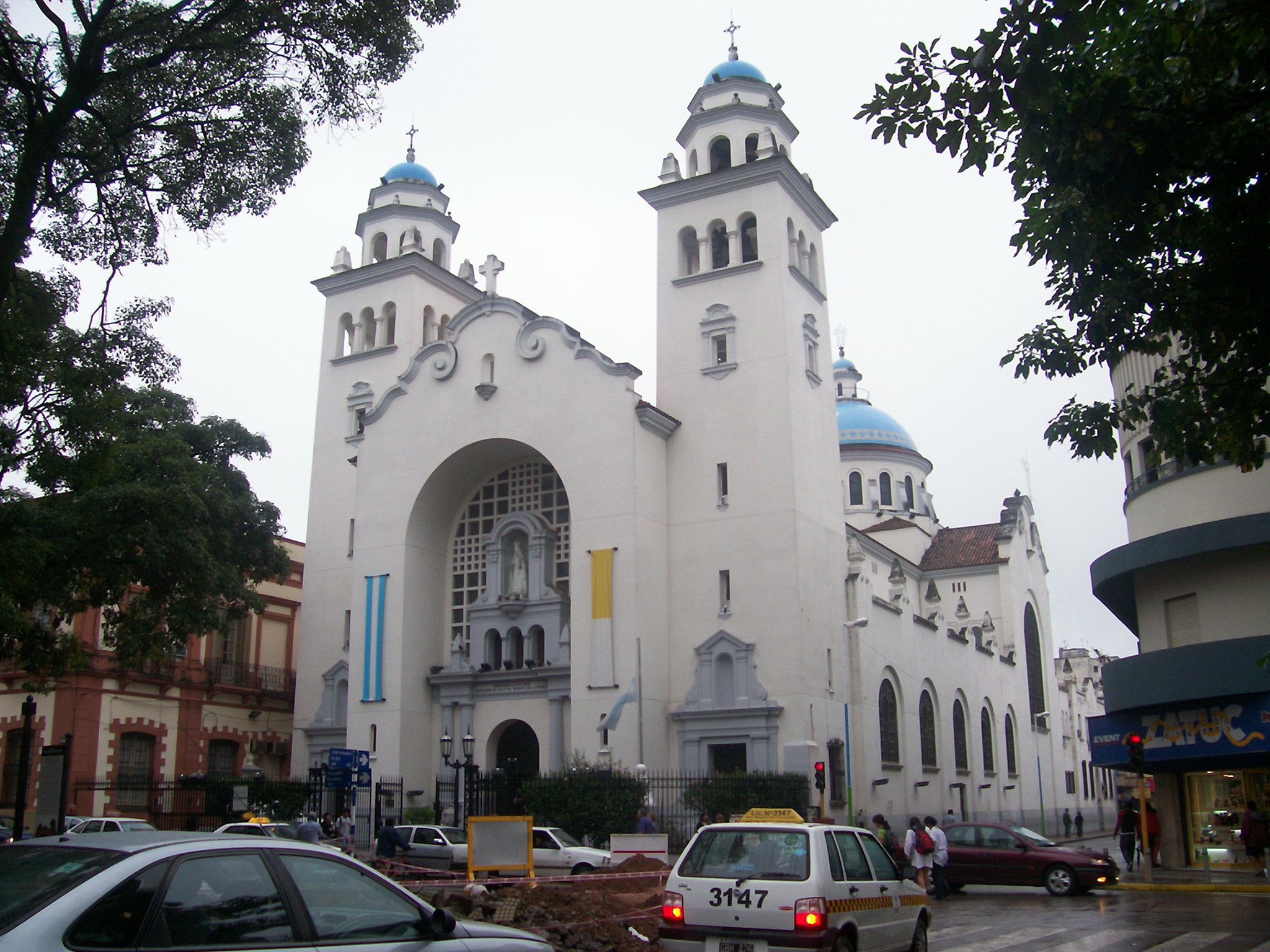
Basílica de la Merced en San Miguel de Tucumán.

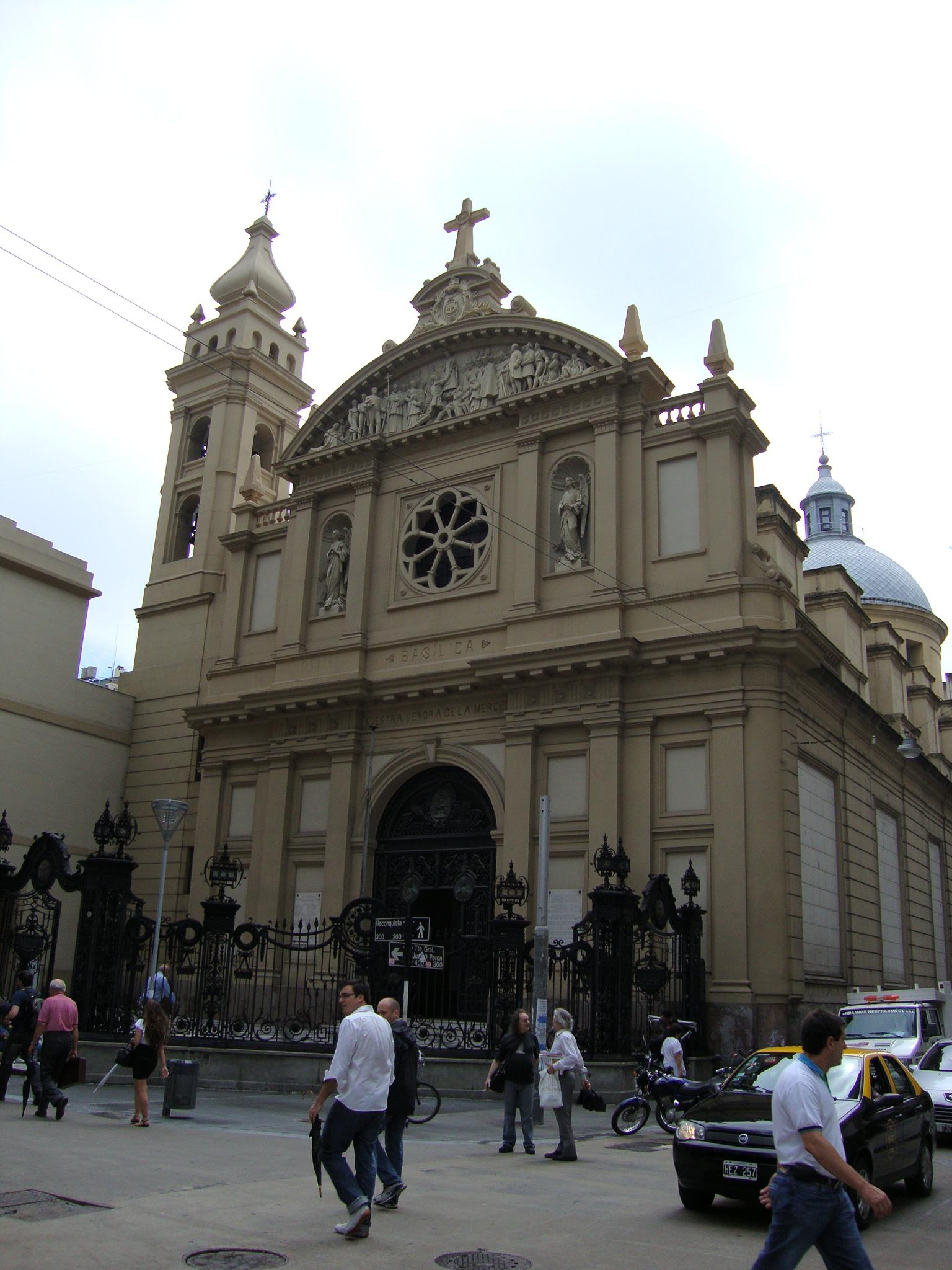
Basílica Nuestra Señora de la Merced en la ciudad de Buenos Aires, Argentina.

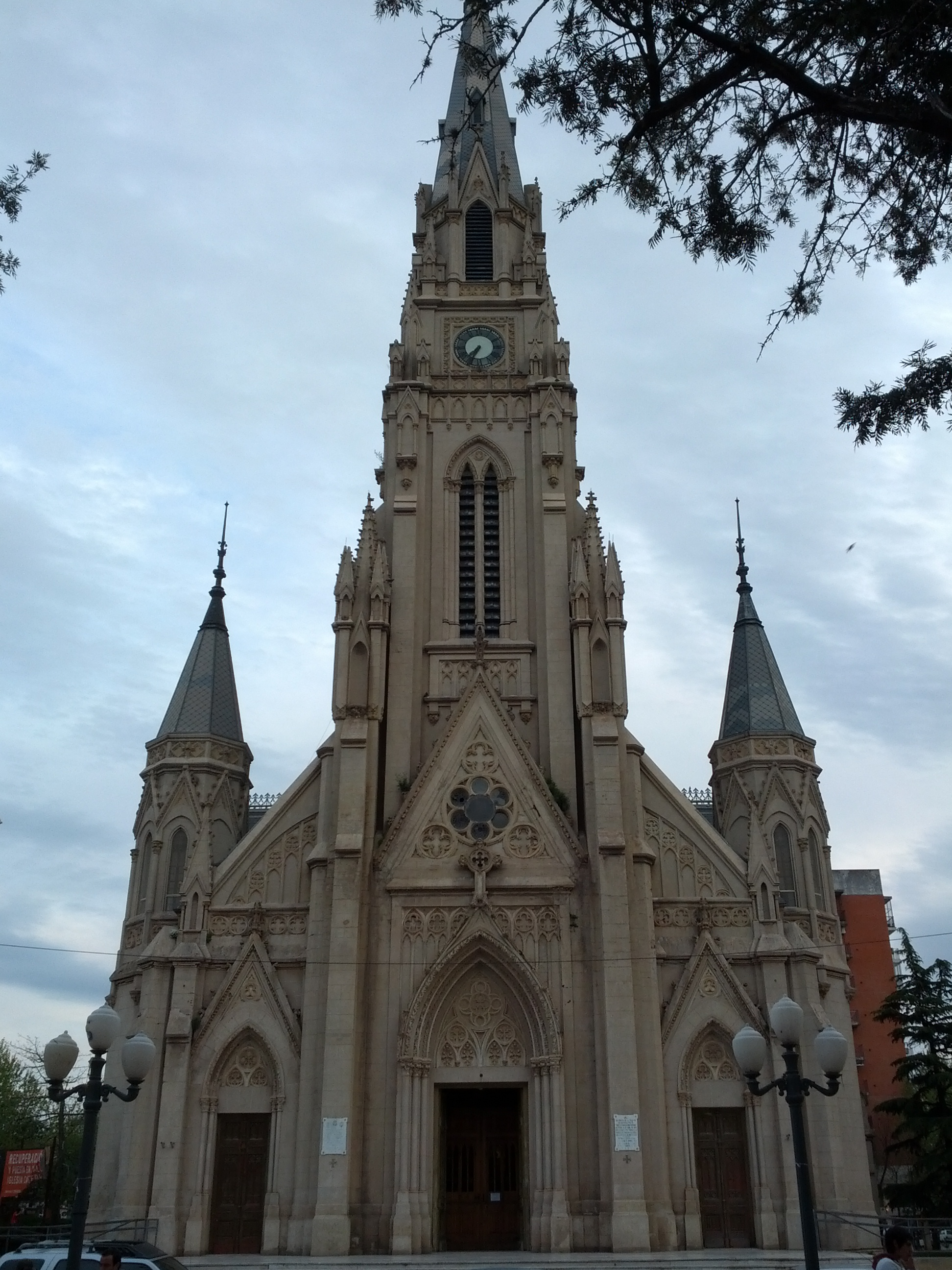
Catedral Basílica Nuestra Señora de las Mercedes en la ciudad de Mercedes (Buenos Aires, Argentina).

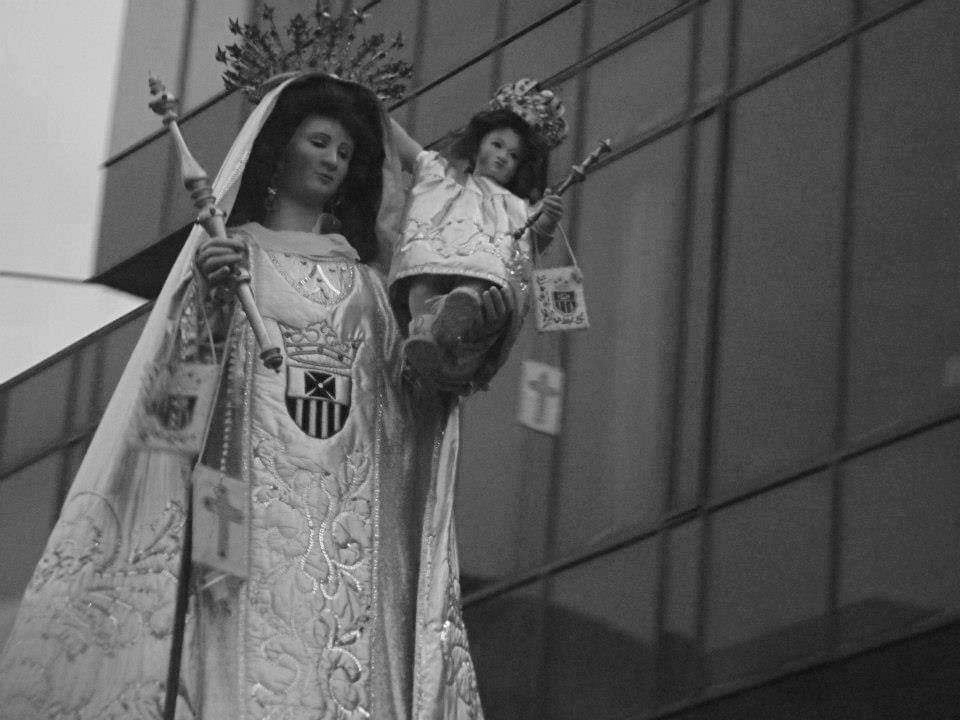
Imagen de Nuestra Señora de las Mercedes de Pasto (Colombia).

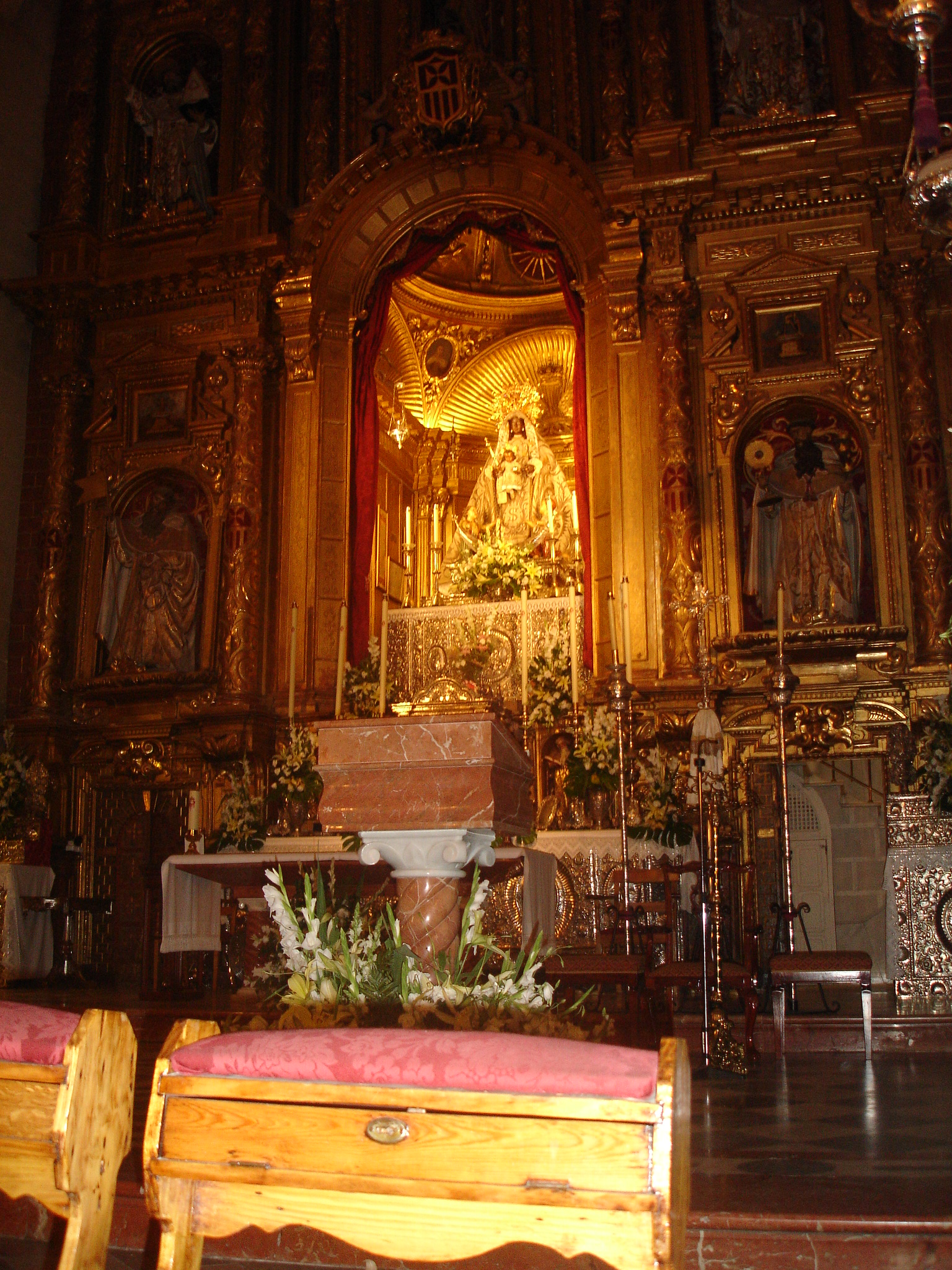
Altar de la Virgen de la Merced en Jerez

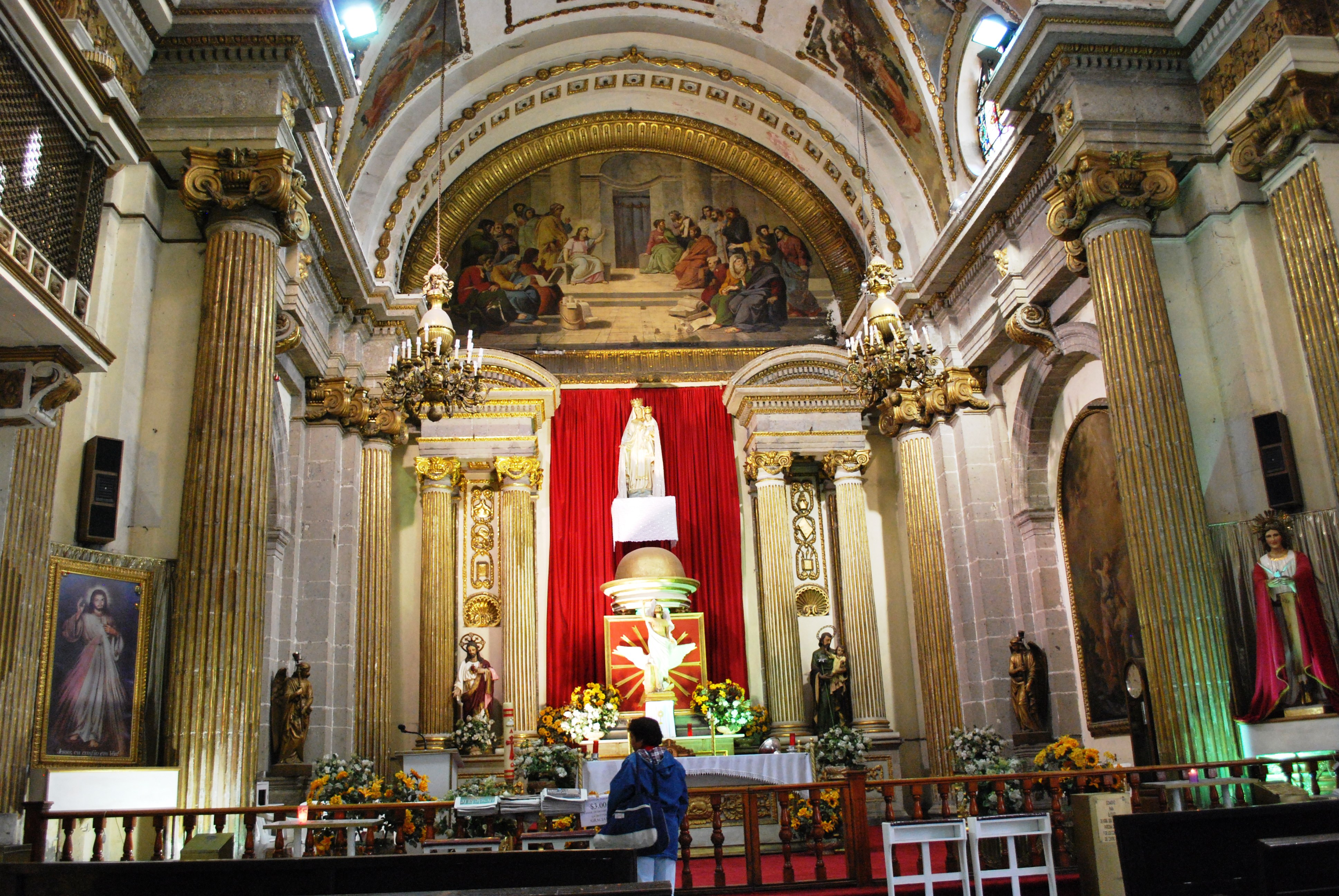
Altar del templo de Jesús María (que alberga la imagen desde la demolición del templo de la Merced), en la Ciudad de México.

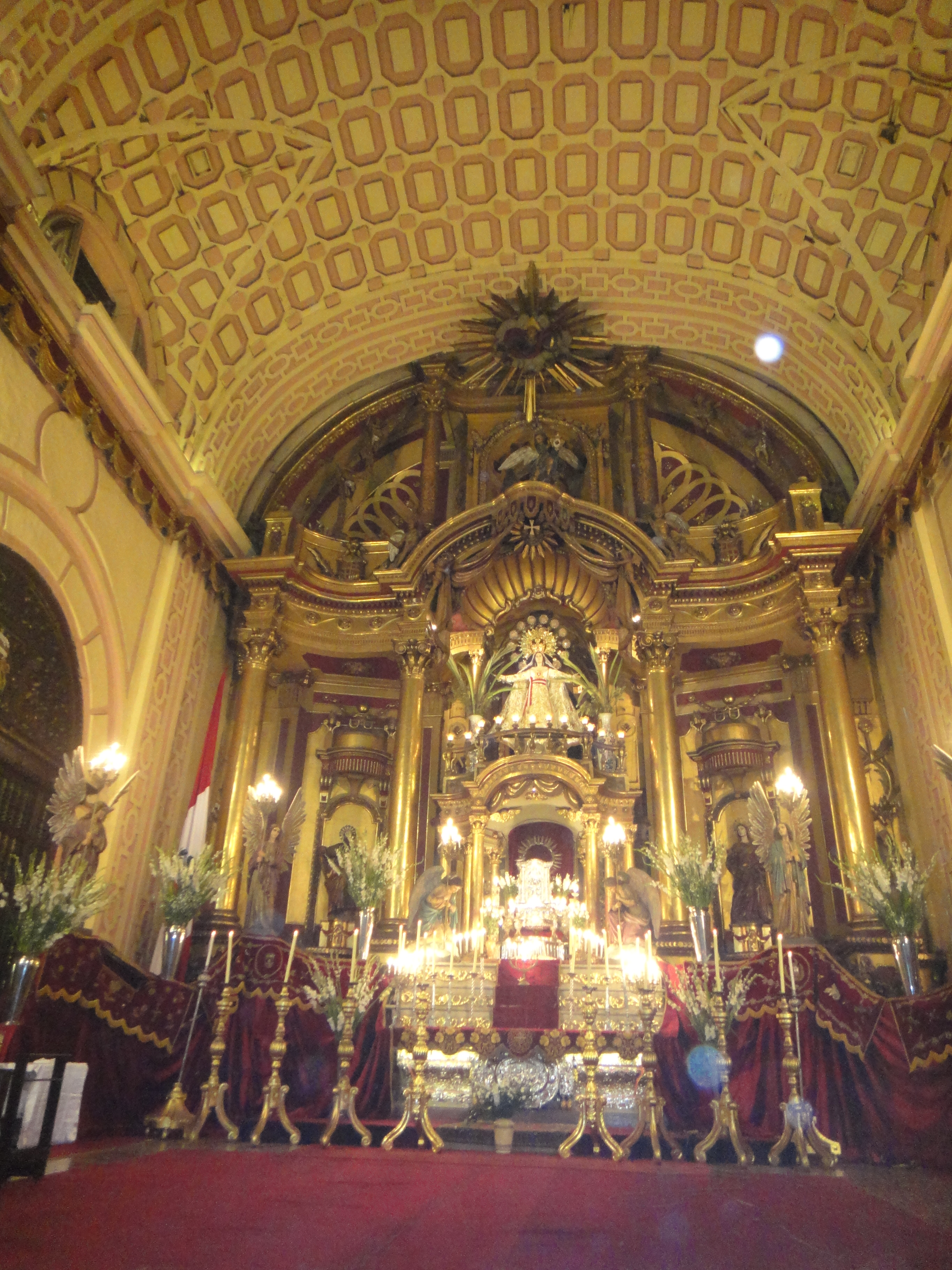
Altar Mayor de la Basílica de Nuestra Señora de la Merced, en la ciudad de Lima.

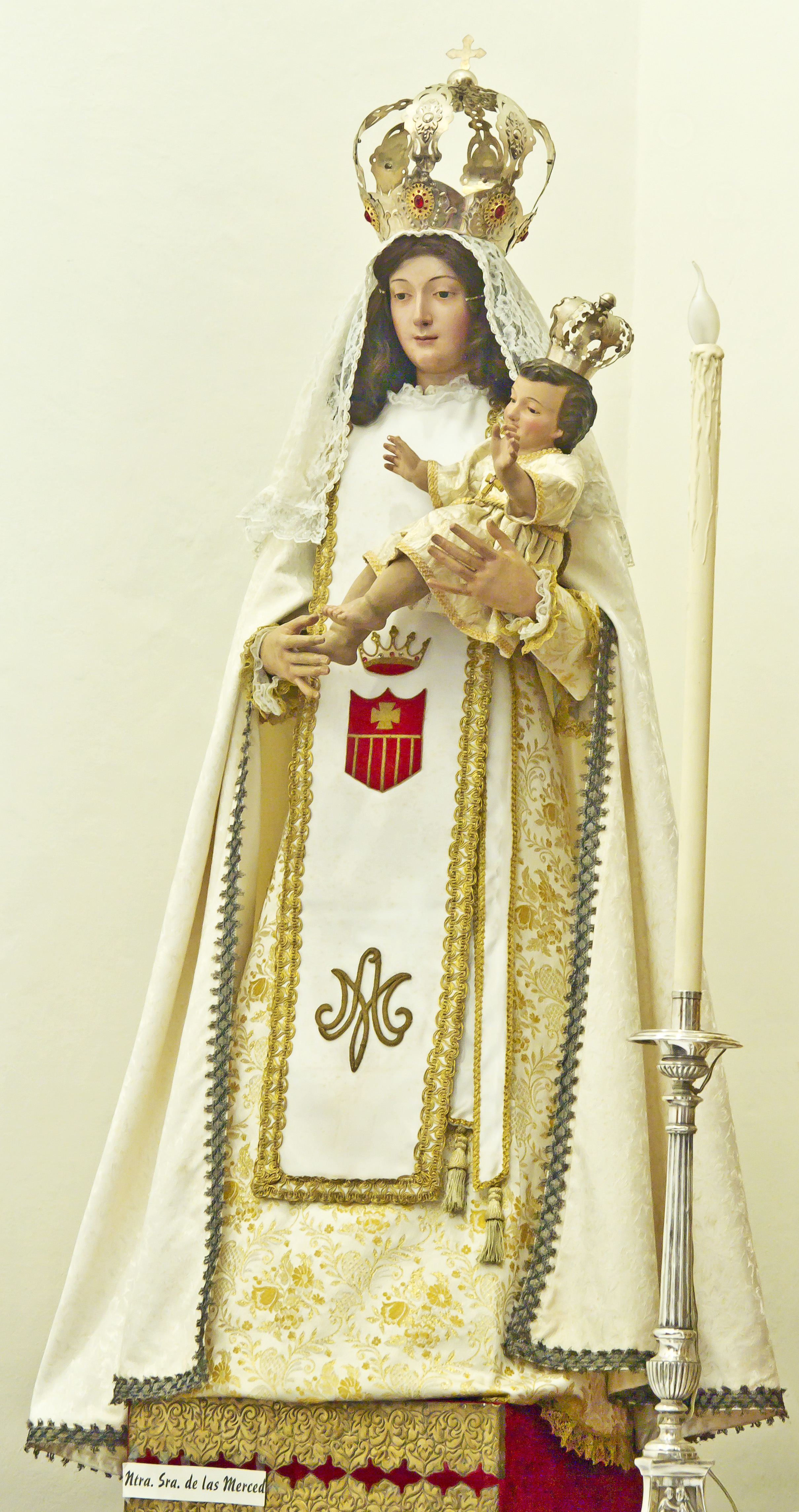
Imagen de Nuestra Señora de las Mercedes o de la Merced venerada en la Catedral de San Cristóbal de La Laguna, en la isla de Tenerife.

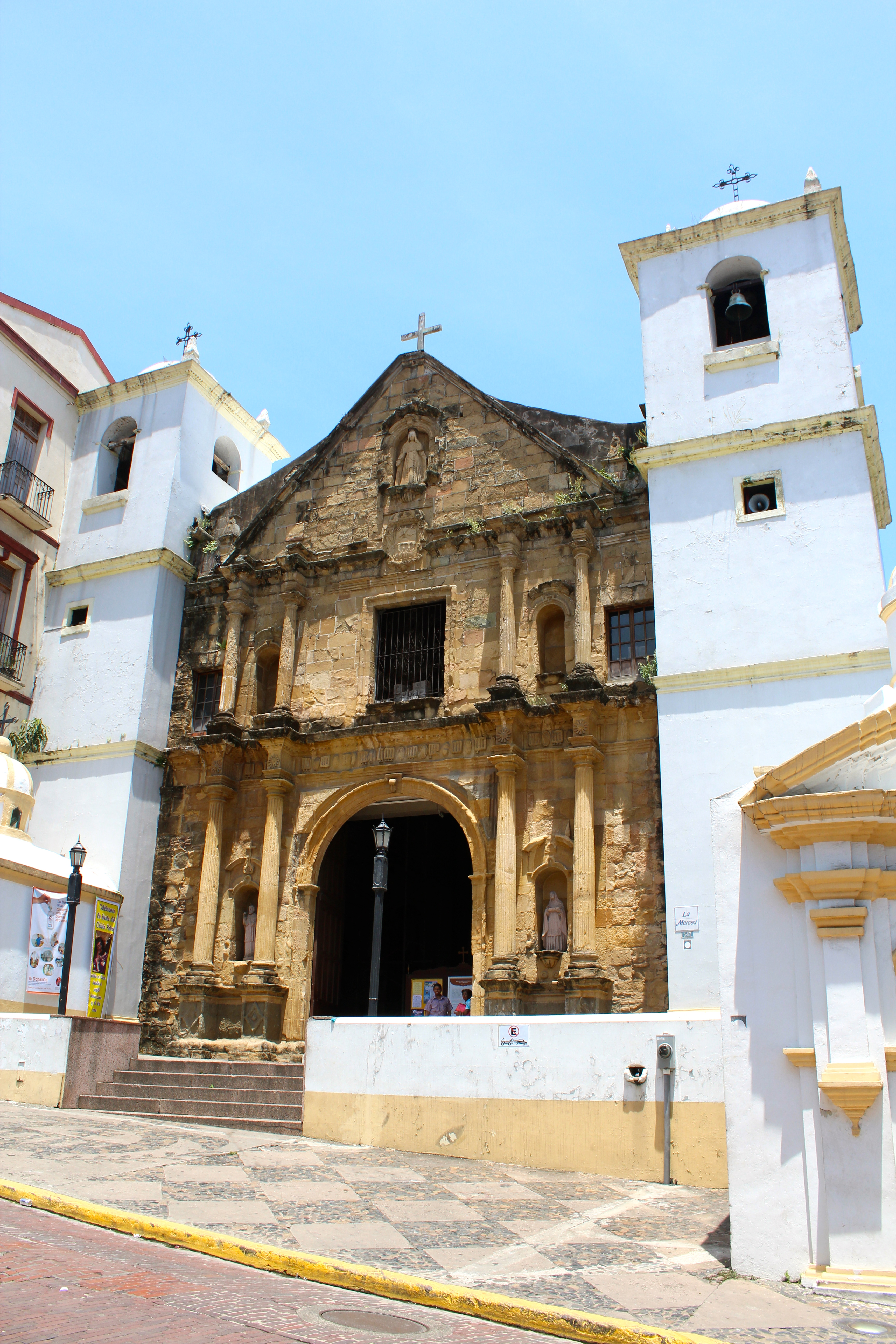
Iglesia de Nuestra Señora de la Merced en el Casco Antiguo de Panamá, Panamá.

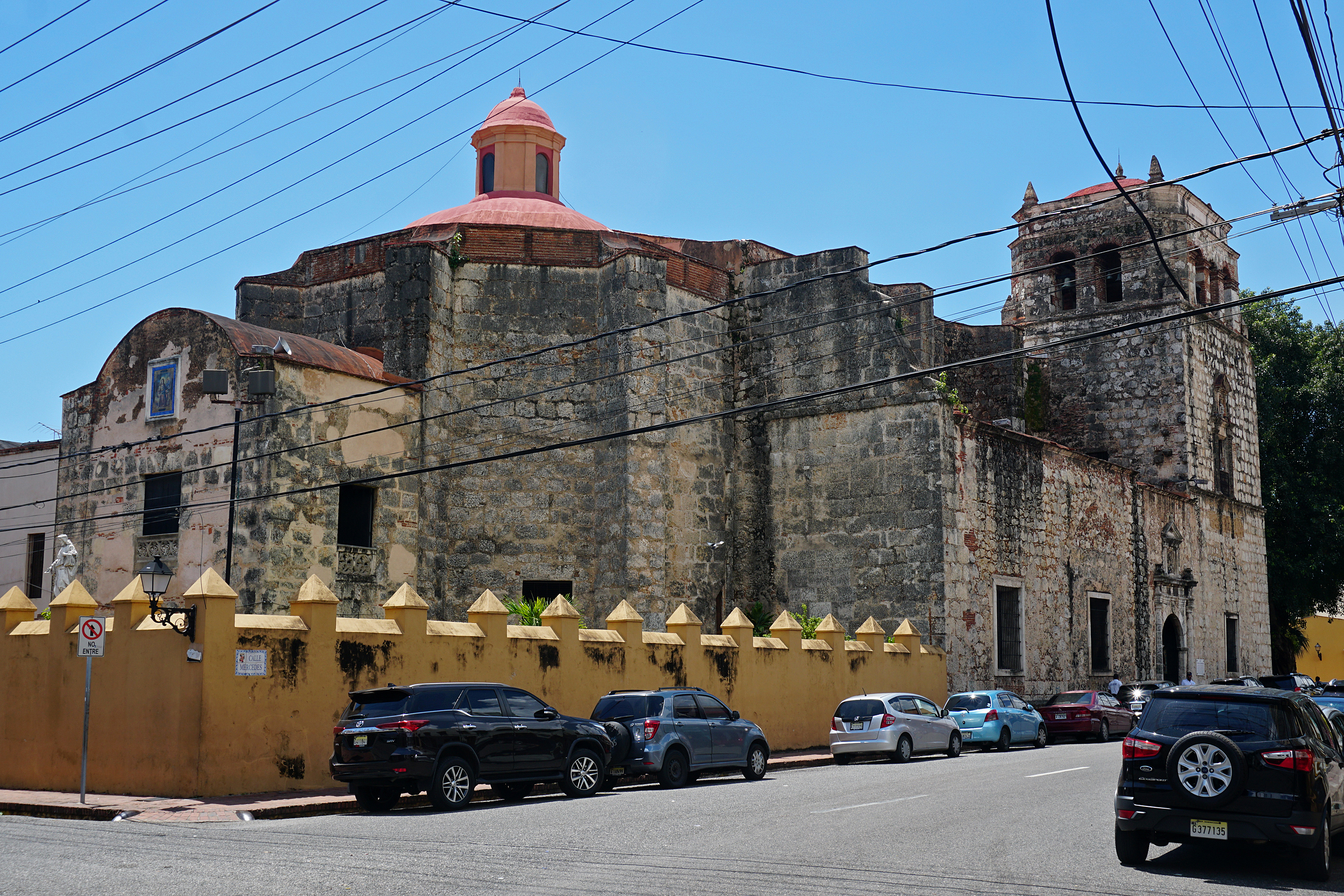
Iglesia de las Mercedes en Santo Domingo, República Dominicana.

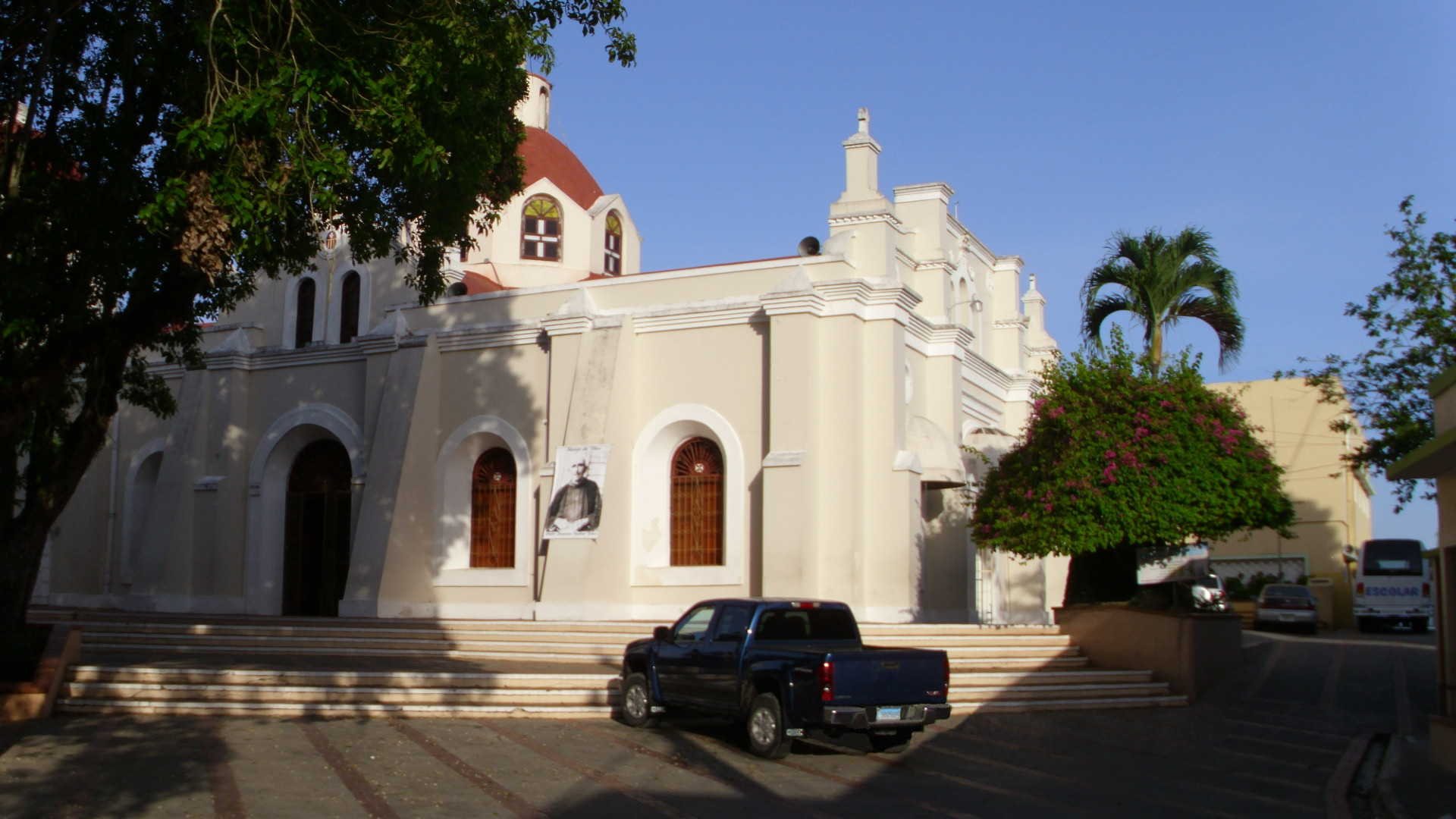
Santuario del Santo Cerro en La Vega, República Dominicana.

- Patrona de la provincia de Tucumán.
- Patrona de la localidad de  Granadero Gatica
- Patrona de la ciudad de San Miguel de Tucumán.
- Patrona de la localidad de Ensenada (Buenos Aires)
- Patrona de la ciudad de Alta Gracia (Córdoba)
- Patrona de la ciudad de Arroyito (provincia de Córdoba).
- Patrona de la localidad de Plaza de Mercedes (provincia de Córdoba).
- Patrona de la localidad de Cerrito (Entre Ríos).
- Patrona de la localidad de Seguí (Entre Ríos).
- Patrona de la localidad de Villa Belgrano (Tucumán).
- Patrona de la localidad de Hernández (provincia de Entre Ríos).
- Patrona de la localidad de Tostado (Santa Fe).
- Patrona de la localidad de Estación Clucellas (Santa Fe).
- Patrona de la localidad de Saladillo (provincia de Córdoba).
- Patrona de la localidad de General Arenales (provincia de Buenos Aires).
- Patrona de la localidad de Villa Mercedes (San Luis) (provincia de San Luis).
- Patrona del partido de Chascomus (provincia de Buenos Aires).
- Patrona de la arquidiócesis de Bahía Blanca (provincia de Buenos Aires).
- Patrona de la arquidiócesis de Mercedes - Luján (provincia de Buenos Aires).
- Patrona de la localidad de Mercedes (provincia de Buenos Aires).
- Patrona de la localidad de Adelia María (provincia de Córdoba).
- Patrona de la localidad de Avellaneda (Santa Fe).
- Patrona de la localidad de Frontera (Santa Fe).
- Patrona de la localidad de Gutemberg (provincia de Córdoba).
- Patrona del partido de Merlo (provincia de Buenos Aires).
- Patrona de la localidad de La Mendieta (provincia de Jujuy).
- Patrona de la localidad de Firmat (provincia de Santa Fe).
- Patrona de la localidad de San José de la Esquina (provincia de Santa Fe).
- Patrona de la localidad de Pergamino (provincia de Buenos Aires).
- Patrona de la localidad de Colón (provincia de Buenos Aires).
- Patrona de la localidad de La Francia (provincia de Córdoba).
- Patrona de la localidad de La Carlota (provincia de Córdoba).
- Patrona de la localidad de Villa Giardino (provincia de Córdoba).
- Patrona de la ciudad de Villa Ballester (provincia de Buenos Aires).
- Patrona del partido de Tres de Febrero (provincia de Buenos Aires).
- Patrona del departamento de Maipú (provincia de Mendoza).
- Patrona de la localidad de Armstrong (provincia de Santa Fe).
- Patrona de la localidad de Moisés Ville (diócesis de Rafaela - provincia de Santa Fe).
- Patrona de la localidad de La Cruz, departamento Calamuchita provincia de Córdoba.[13]
- Patrona de la localidad de Achiras (provincia de Córdoba).
- Patrona de la ciudad de Ushuaia (provincia de Tierra del Fuego).
- Patrona del pueblo de Zavalla (provincia de Santa Fe).
- Patrona de la ciudad de Viedma (Río Negro)
- Patrona de la localidad de Monte Maíz (Provincia de Córdoba)
- Patrona de la localidad de General Lavalle (Provincia de Buenos Aires)
- Patrona de la ciudad de San Justo (provincia de Santa Fe)
- Patrona de la localidad de El Carril (Provincia de Salta)
- Patrona de la localidad de Villa Hernandarias (Provincia de Entre Ríos)

 En Bolivia:
- Patrona de la Juventud Potosina, Potosí.
- Patrona de Alto Obrajes y la Juventud Paceña (La Paz).
- Patrona de todos los recintos penitenciales (La Paz).

 En Chile:
- Patrona de la ciudad de Valparaíso[cita requerida]
- Patrona de El Molle, Región de Coquimbo.
- Patrona de Chañaral Alto, Monte Patria.
- Patrona de El Totoral, El Quisco.
- Patrona de Zúñiga, San Vicente de Tagua Tagua.
- Patrona de Nancagua, Región del Libertador General Bernardo O'Higgins.
- Patrona de Isla de Maipo, Santiago.
- Patrona de los Campesinos (Zona Costa; Diócesis de Talca (Región del Maule)).
- Patrona de Cauquenes (fundada por Manso de Velasco como “Villa de Nuestra Señora de Las Mercedes de Tutuvén”).
- Patrona de los más Pobres.
- Patrona de Petorca, Región de Valparaíso.

 En Colombia:
- Patrona del Sistema Penitenciario y de los internos de Colombia.
- Patrona principal de la ciudad de Santiago de Cali, capital del Departamento del Valle del Cauca.
- Patrona del municipio de Zarzal, del Departamento del Valle del Cauca.
- Patrona del municipio de San Juan de Pasto, capital del Departamento de Nariño.
- Patrona del municipio de La Unión (Antioquia)
- Patrona del municipio de Caldas (Antioquia)
- Patrona del municipio de Concordia, en el Suroeste antioqueño.
- Patrona del municipio de Jericó (Antioquia)
- Patrona del municipio de Hispania (Antioquia)
- Patrona del municipio de Andes (Antioquia)
- Patrona del municipio de Montebello (Antioquia)
- Patrona del municipio Caldas, en la parte occidente del departamento de Boyacá. Caldas está ubicado cerca de la ciudad de Chiquinquirá.
- Patrona del municipio de La Merced (de ahí su nombre), en el occidente alto del departamento de Caldas.
- Patrona del municipio de Mutiscua, en el departamento de Norte de Santander. De igual forma, su Emisora Comunitaria lleva su nombre.
- Patrona del municipio de San Andrés de Cuerquia, Antioquia - Diócesis de Santa Rosa de Osos.
- Patrona del municipio de Nátaga, departamento del Huila.
- Patrona del municipio de Coromoro, departamento de Santander, Diócesis de Socorro y San Gil.
- Patrona del municipio de Sabanalarga (Atlántico), Parroquia San Antonio de Padua.
- Patrona del municipio de La Playa de Belén (Norte de Santander), Parroquia San José.

 En Costa Rica:
- Patrona de la ciudad de Grecia en la provincia de Alajuela.
- Patrona de Barrio La Merced, Distrito Merced, ciudad de San José, provincia de San José.
- Patrona de Barrio Mercedes Norte, Distrito Mercedes, Cantón de Heredia, provincia de Heredia.
- Patrona de la ciudad de  Palmares, provincia de Alajuela.
- Patrona de Barrio Mercedes, Distrito Mercedes, Cantón de Atenas, provincia de Alajuela.

 En Ecuador:

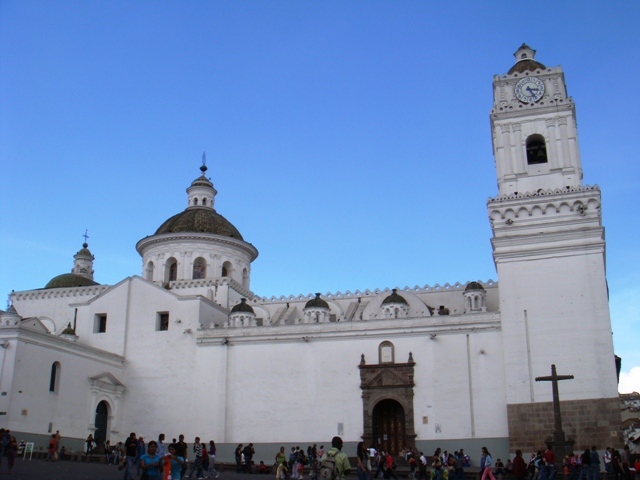
Iglesia de la Merced en Quito

- Iglesia de la Merced en QuitoPatrona de Portoviejo (provincia de Manabí).
- Patrona de Quito (provincia de Pichincha).
- Patrona de Piñas (provincia de El Oro).
- Patrona y Reina de la ciudad de Guayaquil.
- Patrona del Litoral Ecuatoriano.
- Patrona y Madre de Babahoyo.
- Patrona y Madre de Quevedo, Provincia de Los Ríos (existe un comité Pro-Construcción de su Santuario)
- Patrona del Volcán Cotopaxi (provincia de Cotopaxi) y de la ciudad de Latacunga .
- Patrona de Machala.
- Patrona del Barrio la Merced en Cariamanga.
- Antigua patrona de la República del Ecuador.
- Patrona de las Fuerzas armadas ecuatorianas

 En El Salvador:
- Patrona del municipio de Mercedes Umaña.

 En España:
- Patrona de la diócesis de Barcelona, y por extensión popular de la ciudad de Barcelona.
- Patrona de la ciudad de Jerez de la Frontera.[14]
- Copatrona de la ciudad de Cádiz.
- Patrona de la Diputación Provincial de Huelva.
- Patrona de la Diputación Provincial de Soria.
- Patrona del Barrio Las Casas (Soria).
- Patrona de Alcalá la Real (Jaén).
- Patrona de Paradinas (Segovia).
- Patrona de La Puebla de Soto (Murcia).
- Patrona de Cañadas de San Pedro (Murcia).
- Patrona de Algar de Palancia (Valencia).
- Patrona de Vinaroz (provincia de Castellón).
- Patrona de la localidad de Gátova (Valencia).
- Patrona de Instituciones Penitenciarias.
- Patrona de Brácana (Granada).
- Patrona de Villarreal de San Carlos (Serradilla), provincia de Cáceres.
- Patrona de Los Cortijos (Ciudad Real).
- Patrona del barrio de La Garrova (Novelda, Alicante).
- Patrona de la ciudad de Huete (Cuenca).
- Patrona de Corcubión (La Coruña).
- Patrona de Bollullos Par del Condado (Huelva).
- Patrona de Villaluenga de la Sagra (Toledo).
- Patrona de Herencia (Ciudad Real).
- Patrona de Castrillo Solarana (Burgos).
- Patrona de Oria (Almería).
- Patrona de Las Mercedes (Tenerife).
- Patrona de Odón (Teruel).
- Patrona de Vallespinoso de Aguilar (Provincia de Palencia).

 En Estados Unidos:
- Patrona del estado de Delaware.

 En Filipinas:
- Patrona de Calape, Bohol.
- Patrona de Candaba, Pampanga.
- Patrona de Novaliches, Ciudad Quezon.
- Patrona del Barrio de las Mercedes, en la ciudad de Catbalogan, de la provincia de Samar.
- Patrona del Barrio de Matatalaib, en la ciudad de Tarlac.

 En México:

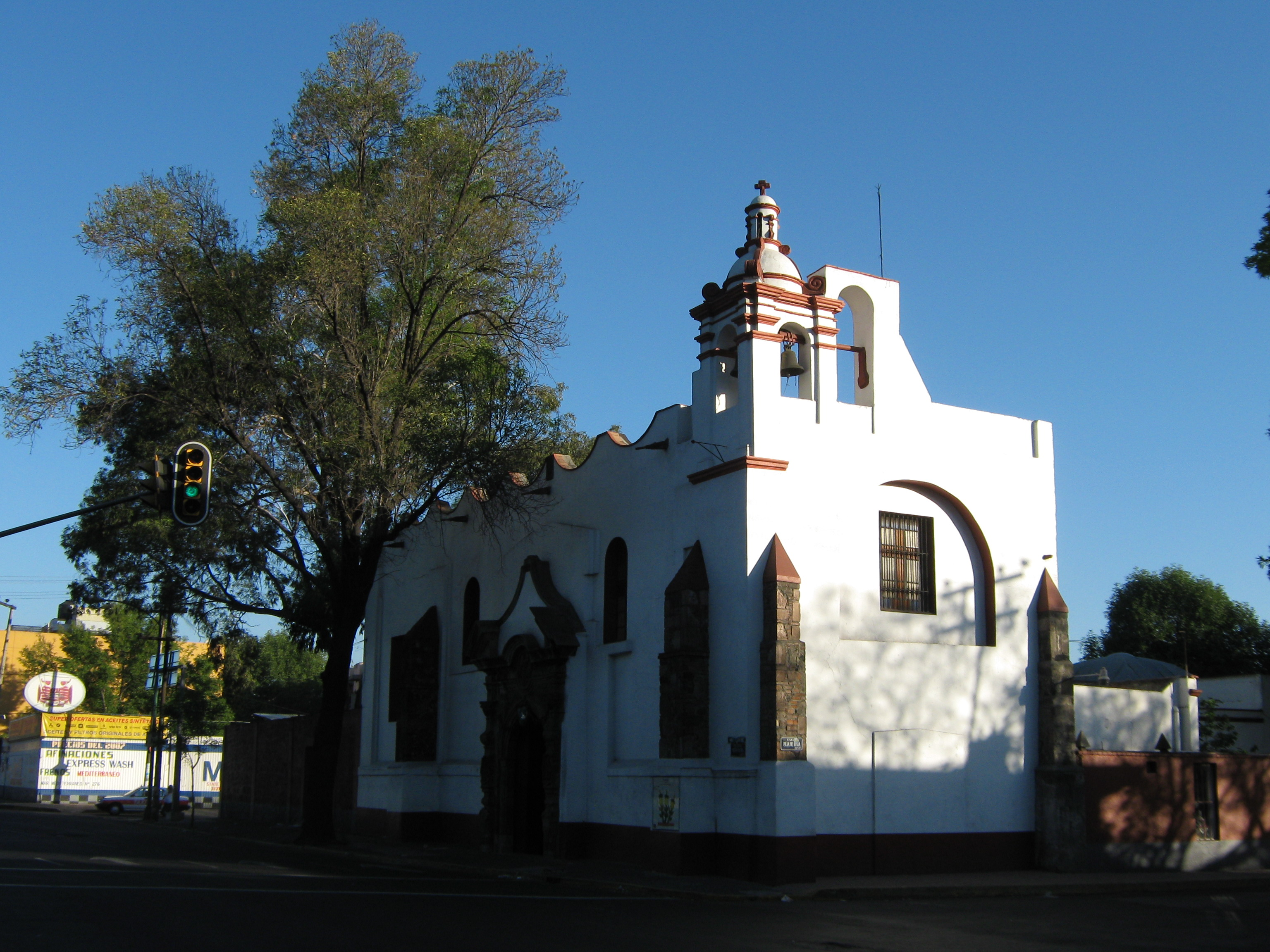
Capilla de nuestra señora de la Merced de las Huertas, en Popotla, Ciudad de México.

Patrona del Barrio de la Merced (San Cristóbal de las Casas, en el estado de Chiapas).
- Patrona del Barrio de la Merced (En la Ciudad de México).
- Patrona de la Capilla de nuestra señora de la Merced de las Huertas (en Popotla, Ciudad de México).
- Patrona de la Parroquia de Santo Tomás Apóstol (Momax, en el estado de Zacatecas).
- Patrona de la Parroquia de Nuestra Señora de las Mercedes (Champotón, en el estado de Campeche)
- Patrona de la Rectoría de la Merced y de la ciudad de Valle de Santiago, en el estado de Guanajuato.

 En Nicaragua:
- Patrona de la ciudad de Santiago de los Caballeros de León.
- Patrona de la ciudad de San Pedro de Matagalpa (La Perla del Septentrión) y de la diócesis de Matagalpa.
- Patrona de El Jicaral, León.
- Patrona de Mateare, Managua.

 En Panamá:
- Patrona de la ciudad de Guararé, provincia de Los Santos.
- Patrona de la localidad de Llano Sánchez, provincia de Coclé.
- Patrona del corregimiento de La Arena, provincia de Herrera.
- Patrona de la localidad de Monagrillo de Río Hondo, provincia de Los Santos.
- Patrona del Casco Antiguo de Panamá, provincia de Panamá.

 En Paraguay:
- Patrona de la ciudad de Caraguatay. (departamento de Cordillera).

 En el Perú:
- La devoción a la Santísima Virgen se encuentra extendida a lo largo y ancho del territorio nacional, contando con numerosos lugares de culto, entre capillas, templos, parroquias, conventos, santuarios y basílicas dedicados a su advocación.
- La Virgen de las Mercedes es venerada en todo el país por la estrecha vinculación de la Virgen con el proceso independentista y el nacimiento de la república. Sumado a ello, cientos de hermandades y templos le rinden Homenaje a la Virgen el 24 de septiembre.

Títulos
- Gran mariscala del Perú, proclamada el año 1921 ante la histórica imagen de Ntra. Sra. de la Merced de la ciudad de Lima por el presidente don Augusto B. Leguía en la plaza de Armas.
- Estrella de la Fe y la Evangelización (4 de febrero de 1985 por Juan Pablo II) en su visita al Perú, ante la imagen de Ntra. Sra. de la Merced de Paita, en el encuentro con la población de Piura.

Patronazgos
- Patrona de las Fuerzas Armadas y Policiales (22 de septiembre de 1823).
- Patrona jurada de los Campos de Lima (1730).
- Patrona de la Ingeniería, la Ciencia y la Arquitectura (2007).
- Alcaldesa Perpetua de la ciudad de Paita.La fiesta. En el puerto de Paita, se realiza una de las celebraciones patronales más notables del país, con peregrinaciones de diversos puntos del Perú hasta el Santuario ubicado en el cerro "Tres Cruces", constituyéndose en uno de los santuarios marianos más visitados del País.
- Patrona de la provincia de Carhuaz.
- Patrona de la ciudad de La Merced, Chanchamayo.
- Patrona de la ciudad de Juanjuí.
- Patrona de la ciudad de Juliaca.
- Patrona del distrito de Paramonga.
- Patrona del distrito de La Merced, Aija.
- Patrona del distrito de Incahuasi, Ferreñafe.
- Patrona del distrito de Chumuch, Celendín.
- Patrona del Club Los Andes del anexo de Tatapampa, distrito de Oropesa, Antabamba.
- Hermandad Virgen de las Mercedes de Chepén, patrona del barrio del recodo.
- Patrona de la Provincia de Candarave, Tacna.

 En Portugal:
- Patrona de Béloi, en São Pedro da Cova, Gondomar.

 En Puerto Rico:
- Patrona del pueblo de Florida.

 En la República Dominicana

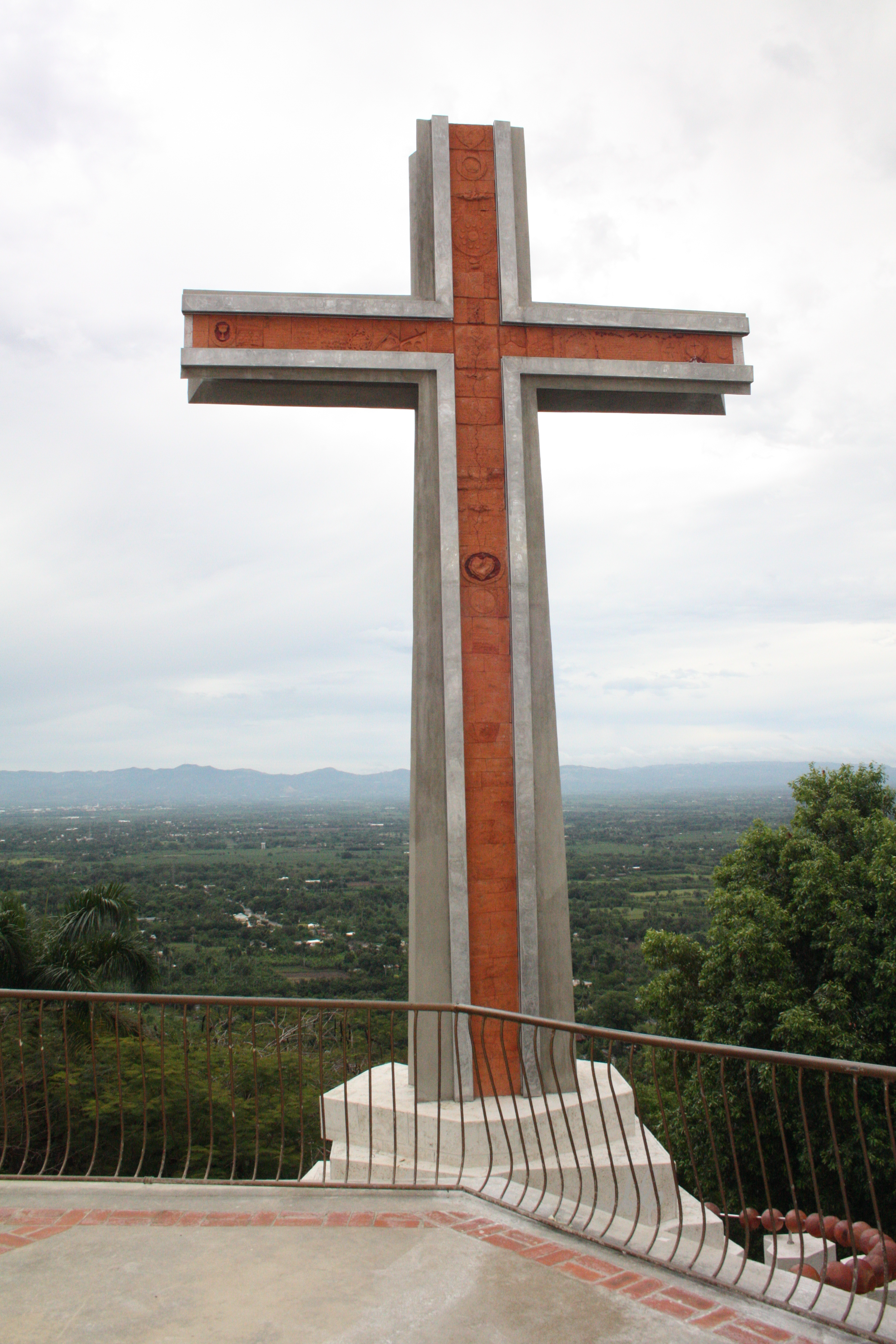
Cruz del Santuario del Santo Cerro en La Vega, República Dominicana.

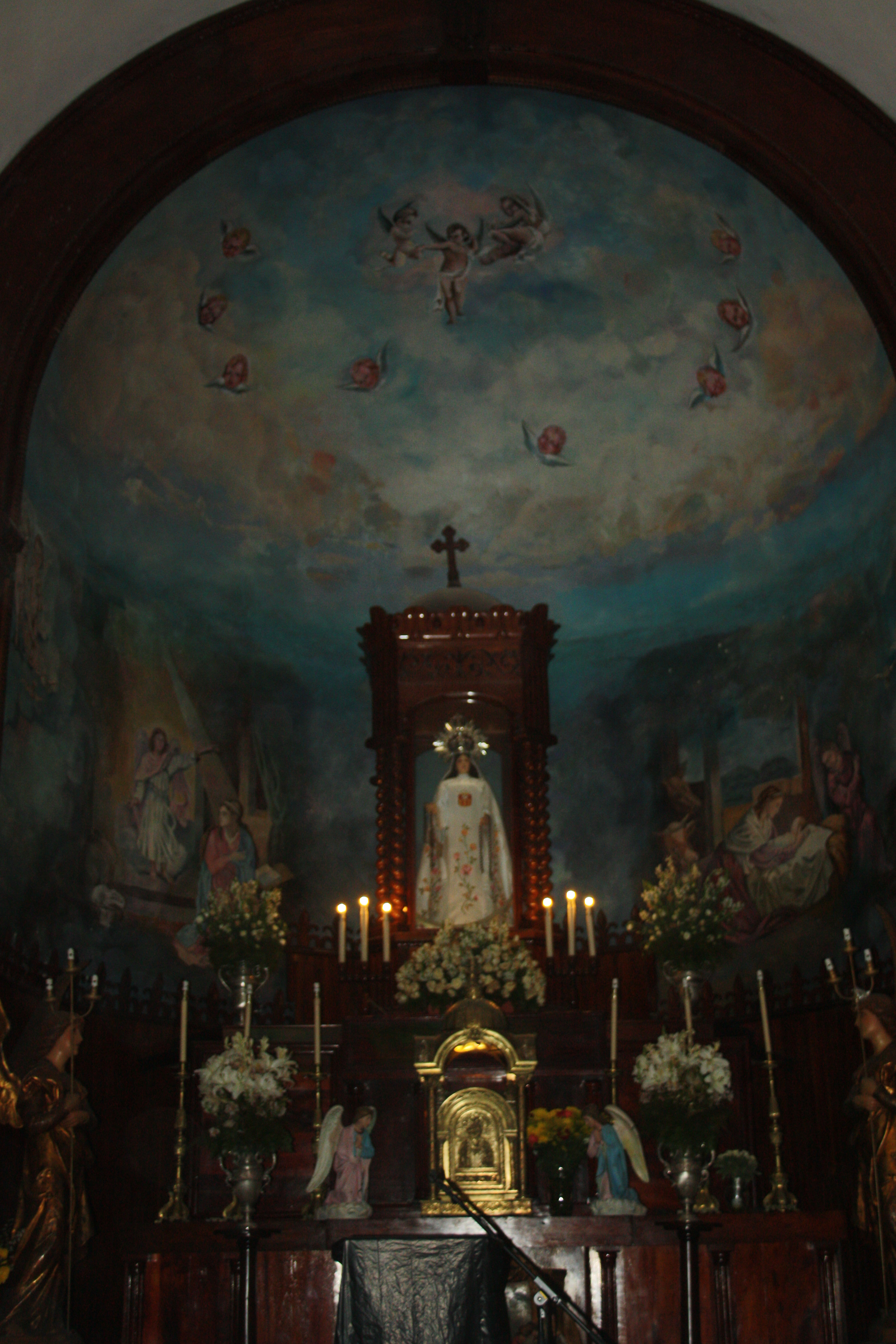
Altar del Santuario del Santo Cerro, La Vega, República Dominicana.

- Patrona de la República Dominicana.
- Patrona de la Provincia de La Vega.
- Patrona del Santo Cerro.
- Patrona de la provincia Santiago Rodríguez.
- Patrona de Cabrera.
- Patrona del Cuerpo de Bomberos de Santo Domingo, Distrito Nacional.
- Patrona de Constanza.
- Patrona de Hato Mayor.
- Patrona de Imbert.
- Patrona de Pimentel.
- Patrona de Sabana Grande de Palenque.

 En Uruguay:
- Patrona de la ciudad de Mercedes, departamento de Soriano.

 En Venezuela:
- Patrona de Zea, estado Mérida.
- Patrona del municipio Tubores, en la isla de Margarita, estado Nueva Esparta.
- Patrona de San Pablo, capital del municipio Arístides Bastidas, estado Yaracuy.
- Patrona de la región de Barlovento, estado de Miranda.
- Patrona de Río Chico, capital del municipio Páez, estado de Miranda.
- Patrona de Borojó municipio Buchivacoa, estado Falcón.
- Patrona de Arenales municipio Torres, estado Lara.
- Patrona de Lobatera, estado Táchira.
- Patrona de Sector Don Bosco municipio Maracaibo, estado Zulia.

Instituciones
- Patrona y generala del Ejército Argentino.
- Patrona y gran mariscala de las Fuerzas Armadas del Perú.
- Patrona de las Fuerzas Armadas del Ecuador.
- Patrona de las Instituciones Penitenciarias de España.
- Gobernadora perpetua de la ciudad de San Juan de Pasto.
- Patrona de Caldas Antioquia (Diócesis de Caldas)

## Edificios bajo su patrocinio
- Basílica de la Merced.
- Catedral de la Merced,  desambiguación;
- Convento de la Merced,  desambiguación;
- Iglesia de las Mercedes (Enjambre).
- Iglesia de la Merced,  desambiguación.
- Capilla de nuestra señora de la Merced de las Huertas, en Popotla, Ciudad de México.
- Templo expiatorio de Nuestra Señora de las Mercedes, en Tampico, Tamaulipas.
- Parroquia de la Merced, en Morelia, Michoacán.
- Parroquia Nuestra Sra. de La Merced en Partido de San Isidro, Argentina.
- Iglesia Nuestra Sra. de Las Mercedes en Añatuya, Santiago del Estero.
- Iglesia Nuestra Sra. de Las Mercedes en Pozo Hondo, Santiago del Estero.
- Colegio Nrta. Sra. de la Merced en Madrid.
- Colegio Ntra. Sra. de Las Mercedes en Maracaibo, Venezuela.
- Colegio Ntra. Sra de la Merced en La Plata.
- Colegio Ntra. Sra de la Merced en Rosario
- Catedral Basílica de Mercedes-Luján en Mercedes (Buenos Aires, Argentina).
- Parroquia Santuario Nacional Nuestra Señora de las Mercedes en el Santo Cerro (La Vega, República Dominicana)
- Iglesia Nuestra Señora de las Mercedes en la Ciudad Colonial (Santo Domingo, República Dominicana)
- Colegio Abilia Ocampo en Rioja (Perú) (Rioja, San Martín, Perú)
- Colegio Ignacia Velásquez en Moyobamba (Perú) (Moyobamba, San Martín, Perú)
- Parroquia de Santa Genoveva y Nuestra Señora de las Mercedes (Hermandad de Santa Genoveva) Sevilla
- Parroquia Nuestra Señora de la Merced. Resistencia, Chaco, Argentina
- Parroquia Nuestra Señora de la Merced. La Paz, Bolivia.
- Escuela. Nuestra Señora de la Merced (Rio Cuarto, Córdoba, Argentina)
- Iglesia Nuestra Señora de la Merced (Rio Cuarto, Córdoba, Argentina)
- Colegio Ntra. Sra de la Merced en Concordia, Entre Ríos.
- Catedral Ntra. Sra de la Merced en Bahía Blanca, Buenos Aires, Argentina.